# Horn-Bad Meinberg
Horn-Bad Meinberg (plattdeutsch: Häoern-Möomag) ist eine Stadt im Kreis Lippe im Nordosten von Nordrhein-Westfalen am Rande des Teutoburger Waldes, die insbesondere durch die Natursehenswürdigkeit Externsteine bekannt ist. Der Stadtteil Bad Meinberg ist lippisches Staatsbad.

## Geografie

### Geografische Lage
Das von Süden nach Norden verlaufende Eggegebirge stößt bei Horn mit seinem nördlichen Ende auf das östliche Ende des von Westen nach Osten verlaufenden Teutoburger Waldes. Im Gemeindegebiet befinden sich die beiden höchsten Berge des Eggegebirges, die (auch der) Lippische Velmerstot mit 441,4 m und die (auch der) Preußische Velmerstot mit etwa 464 m Höhe über dem Meeresspiegel und die höchste Erhebung des Teutoburger Waldes, der Barnacken mit 446,4 m Höhe. Die beiden Mittelgebirgszüge werden durch das Felsental des Silberbachs getrennt. Der tiefste Punkt des Stadtgebiets liegt auf 125 m Höhe.
Hier treffen der den Teutoburger Wald längs durchquerende, 156 km lange Hermannsweg und der Eggeweg, ein 70 km langes Teilstück des Europäischen Fernwanderwegs 1, aufeinander.
Zwischen den Ortsteilen Horn und Holzhausen-Externsteine befindet sich das wohl bekannteste Naturdenkmal des Teutoburger Waldes, die Externsteine, in deren Nähe die Wiembecke entspringt.
Im Ortsteil Wehren entspringt die Werre, die das Gebiet des Kreises Lippe in nordwestlicher Richtung durchquert.
Das gesamte Gemeindegebiet befindet sich im Naturpark Teutoburger Wald / Eggegebirge.

### Geologie

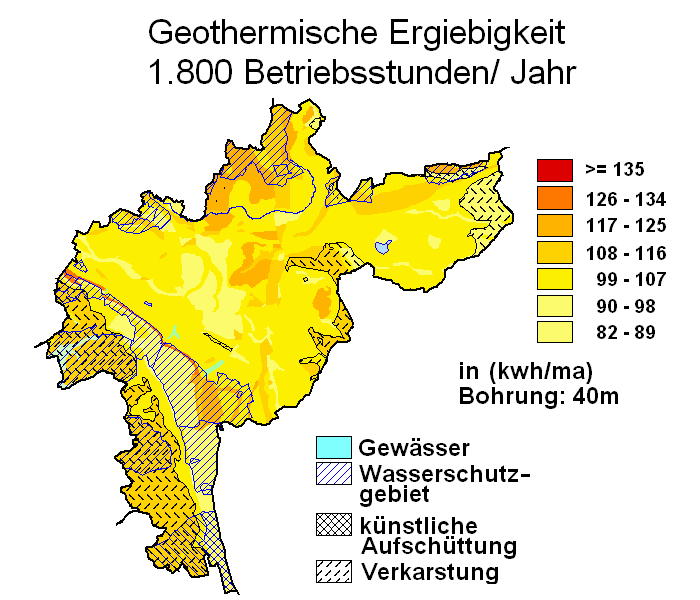
Geothermische Karte von Horn-Bad Meinberg

Im Gemeindegebiet besteht das Lipper Bergland vorherrschend aus Tonmergel-, Kalk- und Sandsteinen des Erdmittelalters. Diese Sedimentgesteine sind zwischen einem und zwei Kilometern stark. Sie wurden im Lauf der Erdgeschichte herausgehoben und im Rahmen gebirgsbildender Vorgänge in eine Vielzahl von Sätteln, Mulden, Horsten und Gräben zerlegt. Die ursprünglich übereinanderfolgenden Gesteinsschichten sind daher häufig nebeneinander oder im Bereich überschobener Schollen als sich wiederholende Gesteinsfolgen angeordnet. Unter diesen Schichten befinden sich die Gesteine des Erdaltertums, insbesondere aus Devon, Karbon und Perm. Lockergesteine aus dem Eiszeitalter (Kies, Sand und Löss) finden sich insbesondere im nordöstlichen Vorland des Mittelgebirges, in Hangbereichen und in den Tälern.
Die Grundwasservorkommen haben entsprechend dem komplizierten geologischen Bau hohe Qualitätsunterschiede. Wichtige Grundwasserleiter sind die weitgehend verkarsteten Kalksteine der Oberkreide und Muschelkalks, klüftige Tonmergelsteine in Abschnitten des Keupers sowie die Sandsteine der Unterkreide. Vereinzelt sind Grundwässer durch Lösung von Steinsalz und Gips im tieferen Untergrund versalzt und mineralisiert. In Bad Meinberg findet sich etwa 260 m unter der Oberfläche ein Kohlensäuregasvorkommen in Schichten des mittleren Buntsandsteins.
Horn-Bad Meinberg eignet sich in einzelnen Tallagen (darunter auch das Siedlungsgebiet von Horn) mäßig, sonst gut bis sehr gut zur Nutzung von geothermischen Wärmequellen mittels Erdwärmesonde und Wärmegewinnung durch Wärmepumpenheizungen (vgl. dazu die nebenstehende Karte).

### Ausdehnung und Nutzung des Stadtgebiets
Die als „Kleine Mittelstadt“ klassifizierte Stadt erstreckt sich über eine Fläche von 90,16 km². Das Gemeindegebiet hat eine maximale Ausdehnung in Ost-West-Richtung von ca. 14,9 km und in Nord-Süd-Richtung von etwa 15,5 km.
| Fläche nach Nutzungsart | Landwirtschaftsfläche | Waldfläche | Gebäude-, Frei- und Betriebsfläche | Verkehrsfläche | Wasserfläche | Sport- und Grünfläche | sonstige Nutzung |
| ----------------------- | --------------------- | ---------- | ---------------------------------- | -------------- | ------------ | --------------------- | ---------------- |
| Fläche in km²           | 43,26                 | 33,20      | 7,07                               | 4,40           | 0,72         | 1,15                  | 0,36             |
| Anteil an Gesamtfläche  | 47,98 %               | 36,82 %    | 7,84 %                             | 4,88 %         | 0,80 %       | 1,28 %                | 0,40 %           |

### Nachbargemeinden
Beginnend im Westen grenzt die Gemeinde an Schlangen, Detmold, Blomberg und Schieder-Schwalenberg im Kreis Lippe. Es folgt im Süden der Kreis Höxter mit der Gemeinde Steinheim. Südwestlich trifft noch der Kreis Paderborn mit den Gemeinden Altenbeken und Bad Lippspringe auf die Grenze zur Gemeinde Horn-Bad Meinberg.

### Stadtgliederung

Siedlungsschwerpunkte der Ortsteile

Ortsteilgrenzen der Stadt Horn-Bad Meinberg

Die Stadt wird nach ihrer Hauptsatzung nicht explizit in Stadt- oder Ortsteile untergliedert, denen beispielsweise ein Ortsvorsteher vorstünde. Gleichwohl werden in der Hauptsatzung explizit die Gemeinden und Gemeindeteile genannt, aus denen die Stadt Horn-Bad Meinberg im Zuge der Kommunalreform 1970 gebildet wurde. In § 1 der Hauptsatzung heißt es: „Die Stadt ist durch das Gesetz zur Neugliederung des Kreises Detmold vom 2. Dezember 1969 (GV NW S. 799) mit Wirkung vom 1. Januar 1970 durch Zusammenschluss der Stadt Horn und der Gemeinden Bad Meinberg, Belle, Bellenberg, Billerbeck, Fromhausen, Heesten, Holzhausen-Externsteine, Leopoldstal, Schmedissen, Vahlhausen bei Horn, Veldrom und Wehren sowie Kempenfeldrom und Eingliederung von Teilen der Gemeinden Oberschönhagen (Fissenknick) und Schönemark (Wilberg) neu gebildet[…]“ Auf den Webseiten der Stadt wird daher auch mehrmals explizit eine Untergliederung in 16 Stadtteile angegeben. Es liegt nahe, dass die 14 vollständig eingegliederten Altgemeinden zuzüglich der Orte Fisseknick und Wilberg im Einzelnen gemeint sind. Unklarheiten bestehen aber weiterhin mangels offizieller Definition bezüglich der Altgemeinden Kempenfeldrom und Veldrom, die auf den Webseiten der Stadt als gemeinsamer Ortsteil Feldrom / Veldrom / Kempen genannt werden, was zwar der Anzahl 16 widerspricht andererseits widerspiegelt, dass Feldrom (ehemals Ortsteil von Kempenfeldrom) und Veldrom städtebaulich (und etymologisch) einen Ort bilden. Die begriffliche Trennung von Feldrom und Veldrom ist vor allem historisch durch die Grenzziehung zwischen Preußen/Paderborn und Lippe bedingt, die auf den Lippspringischen Originalvergleich zurückgeht. Städtebaulich läge es näher, Kempen einerseits und Feldrom/Veldrom andererseits als zwei getrennte Ortsteile auszuweisen. Ungeachtet dieser Differenzen spielt die Einteilung der Stadt in Orts- oder Stadtteile ohnehin kaum eine politische oder verwaltungstechnische Rolle. Nimmt man die 16 in der Hauptsatzung genannten Gebiete als Maßstab, so lässt sich Horn-Bad Meinberg folgendermaßen gliedern:
| Ortsteil                         | Einwohner |
| -------------------------------- | --------- |
| Bad Meinberg                     | 4606      |
| Belle                            | 0973      |
| Bellenberg                       | 0255      |
| Billerbeck                       | 0411      |
| Fissenknick                      | 0483      |
| Fromhausen                       | 0164      |
| Heesten                          | 0124      |
| Holzhausen-Externsteine          | 0964      |
| Horn                             | 6458      |
| Kempenfeldrom (Kempen + Feldrom) | 0376      |
| Leopoldstal                      | 1595      |
| Schmedissen                      | 0067      |
| Vahlhausen                       | 0130      |
| Veldrom                          | 0241      |
| Wehren                           | 0233      |
| Wilberg                          | 0146      |

### Klima

Niederschlagsdiagramm Feldrom

Horn-Bad Meinberg gehört der gemäßigten Klimazone Mitteleuropas an und liegt im Bereich des subatlantischen Seeklimas. Die Winter sind unter atlantischem Einfluss meist mild und die Sommer mäßig warm. Die Jahresmitteltemperatur liegt bei ca. 8–9 °C.
Durch die Lage im subatlantischen Seeklima herrscht ganzjährig ein humides Klima mit relativ gleich verteilten Niederschlägen vor. Insgesamt fallen an der hoch gelegenen Messstation Feldrom im langjährigen Mittel 1258,8 mm Niederschlag jährlich und damit deutlich mehr als im deutschen Mittel.
|                     | Jan   | Feb  | Mär   | Apr  | Mai  | Jun   | Jul   | Aug  | Sep  | Okt  | Nov   | Dez   |   |         |
|                     |       |      |       |      |      |       |       |      |      |      |       |       |   |         |
| Niederschlag (mm)   | 123,7 | 84,5 | 104,2 | 91,3 | 96,8 | 110,4 | 107,8 | 98,6 | 92,7 | 88,3 | 119,0 | 141,5 | Σ | 1.258,8 |
|                     |       |      |       |      |      |       |       |      |      |      |       |       |   |         |
| Sonnenstunden (h/d) | 1,0   | 2,2  | 3,2   | 4,6  | 6,0  | 6,2   | 5,9   | 5,7  | 4,3  | 3,2  | 1,4   | 0,8   | ⌀ | 3,7     |

|  |

|  |

|  |

|  |

|  |

|  |

|  |

|  |

|  |

|  |

|  |

|  |

|  |

|  |

|  |

|  |

|  |

|  |

|  |

|  |

|  |

|  |

|  |

|  |

Zum Klima in der Region Ostwestfalen-Lippe, zu der die Stadt gehört, siehe auch den Artikel Klima in Ostwestfalen-Lippe.

## Geschichte
Die Stadt Horn-Bad Meinberg existiert seit der Gebietsreform, die am 1. Januar 1970 in Kraft trat. Die zuvor eigenständige Stadt Horn wurde mit den Gemeinden Bad Meinberg, Belle, Bellenberg, Billerbeck, Fromhausen, Heesten, Holzhausen-Externsteine, Leopoldstal, Schmedissen, Vahlhausen, Veldrom, Wehren, Kempenfeldrom, Teilen der Gemeinde Oberschönhagen – als Ortsteil Fissenknick – und Teilen der Gemeinde Schönemark – als Ortsteil Wilberg – zusammengefasst. Die neu entstehende Stadt trug laut Gesetz zur Neugliederung des Kreises Detmold vom 2. Dezember 1969 den Namen Bad Meinberg-Horn. Dagegen rührte sich massiver Widerstand bei den Einwohnern der ehemaligen Stadt Horn, der dann am 10. September 1970 zur Umbenennung der Stadt in Horn-Bad Meinberg führte.

### Eingemeindungen

Gemeinden und Gemeindeanteile (Wilberg und Fisseknick), die zur Bildung der Stadt Horn-Bad Meinberg herangezogen wurden.

Am 2. Dezember 1969 wurde das Detmold-Gesetz beschlossen, welches zum 1. Januar 1970 die Stadt Horn mit den Gemeinden Bad Meinberg, Belle, Bellenberg, Billerbeck, Fromhausen, Heesten, Holzhausen-Externsteine, Leopoldstal, Schmedissen (alle aus dem Amt Detmold-Land), sowie Vahlhausen bei Horn, Veldrom, Wehren und Kempenfeldrom (Amt Steinheim im Kreis Höxter) zur neuen amtsfreien Stadt Bad Meinberg-Horn im Kreis Detmold zusammenschloss. Diese wurde bereits am 10. September 1970 in Horn-Bad Meinberg umbenannt. Am 1. Januar 1973 wurde der Kreis Detmold aufgelöst und ging durch die Vereinigung mit dem Kreis Lemgo im heutigen Kreis Lippe auf.

### Einwohnerentwicklung
Die folgende Übersicht zeigt die Einwohnerzahlen der Stadt Horn-Bad Meinberg. Bei der Zahl für 1987 handelt es sich um ein Volkszählungsergebnis. Die Zahlen für 1975, 1980 und 1985 sind geschätzte Werte (amtliche Fortschreibungen des Statistischen Landesamtes) und die Zahlen ab 1990 Fortschreibungen auf Basis der Ergebnisse der Volkszählung von 1987, ab 2012 Fortschreibungen auf Basis des Zensus 2011.
| Jahr | Einwohner |
| ---- | --------- |
| 1975 | 16.920    |
| 1980 | 16.843    |
| 1985 | 16.499    |
| 1987 | 16.234    |
| 1990 | 17.409    |
| 1995 | 18.664    |

| Jahr | Einwohner |
| ---- | --------- |
| 2000 | 18.754    |
| 2005 | 18.507    |
| 2007 | 18.184    |
| 2011 | 17.689    |
| 2012 | 17.182    |
| 2022 | 17.290    |

Quelle

## Politik

### Stadtrat
Der Rat der Stadt Horn-Bad Meinberg besteht gegenwärtig aus 32 Stadtverordneten. Hinzu kommt der Bürgermeister als Ratsvorsitzender.
| [ 18 ] [ 19 ]   | 2020    | 2020    |        | 2014   | 2014    |         | 2009 | 2009 |
| Partei          | Sitze   | %       | 0Sitze | %      | Sitze   | %       |      |      |
| SPD             | 11      | 33,72   | 14     | 42,7   | 13      | 39,63   |      |      |
| CDU             | 10      | 31,90   | 10     | 32,5   | 11      | 35,39   |      |      |
| GRÜNE 1         | 05      | 13,72   | 03     | 08,7   | 02      | 06,95   |      |      |
| BürgerBündnis   | 02      | 07,45   | 0 2    | 07,6   | 03      | 09,20   |      |      |
| FDP             | 01      | 03,89   | 01     | 03,0   | 02      | 05,20   |      |      |
| LINKE           | 01      | 03,36   | 02     | 05,5   | 01      | 03,61   |      |      |
| AfD             | 02      | 05,96   | –      | –      | –       | –       |      |      |
| Gesamt 3        | 32      | 100     | 32     | 100    | 32      | 100     |      |      |
| Wahlbeteiligung | 55,18 % | 55,18 % | 52,9 % | 52,9 % | 57,36 % | 57,36 % |      |      |

| [ 21 ] [ 22 ]   | 2004    | 2004    |         | 1999    | 1999    |         | 1994    | 1994    |         | 1989    | 1989    |         | 1984    | 1984    |  | 1979 | 1979 |  | 1975 | 1975 |
| Partei          | Sitze   | %       | Sitze   | %       | Sitze   | %       | Sitze   | %       | Sitze   | %       | Sitze   | %       | Sitze   | %       |  |      |      |  |      |      |
| SPD             | 12      | 36,17   | 14      | 39,22   | 13      | 35,76   | 18      | 44,99   | 20      | 50,21   | 17      | 42,40   | 17      | 43,63   |  |      |      |  |      |      |
| CDU             | 13      | 42,26   | 15      | 42,08   | 13      | 35,82   | 15      | 37,89   | 17      | 42,33   | 19      | 46,16   | 18      | 46,33   |  |      |      |  |      |      |
| GRÜNE 1         | 02      | 06,26   | 02      | 05,26   | 03      | 07,75   | 02      | 07,12   | –       | –       | –       | –       | –       | –       |  |      |      |  |      |      |
| BürgerBündnis   | 03      | 10,09   | 02      | 06,37   | 0–      | 0–      | 0–      | 0–      | –       | –       | –       | –       | –       | –       |  |      |      |  |      |      |
| FDP             | 0–      | 0–      | 0–      | 0–      | 0–      | 03,85   | 04      | 09,99   | 02      | 07,45   | 03      | 07,92   | 04      | 10,03   |  |      |      |  |      |      |
| UWG 2           | 02      | 05,22   | 03      | 07,07   | 06      | 16,83   | –       | –       | –       | –       | –       | –       | –       | –       |  |      |      |  |      |      |
| GAZ             | –       | –       | –       | –       | –       | –       | –       | –       | –       | –       | –       | 03,52   | –       | –       |  |      |      |  |      |      |
| Gesamt 3        | 32      | 100     | 36      | 100     | 35      | 100     | 39      | 100     | 39      | 100     | 39      | 100     | 39      | 100     |  |      |      |  |      |      |
| Wahlbeteiligung | 60,89 % | 60,89 % | 61,34 % | 61,34 % | 83,66 % | 83,66 % | 73,51 % | 73,51 % | 75,30 % | 75,30 % | 78,5 %6 | 78,5 %6 | 89,04 % | 89,04 % |  |      |      |  |      |      |

### Bürgermeister
Zum Bürgermeister von Horn-Bad Meinberg gewählt wurde 2020 in einer Stichwahl Heinz-Dieter Krüger (SPD) mit 50,87 Prozent der Stimmen. Seine Vorgänger waren von 2015 bis 2020 der parteilose Stephan Rother und von 1999 bis 2015 Eberhard Block (SPD).

### Abgeordnete (Landtag / Bundestag)
Horn-Bad Meinberg gehört zum Landtagswahlkreis Lippe III (99), in dem bei der Landtagswahl 2017 Dennis Maelzer (SPD) als Direktkandidat gewählt wurde. Auf Bundesebene gehört Horn-Bad Meinberg zum Bundestagswahlkreis Höxter – Lippe II (137), in dem 2021 Christian Haase (CDU) als Direktkandidat gewählt wurde.

### Wappen, Flagge und Siegel
Mit Urkunde des Regierungspräsidenten in Detmold vom 5. Juni 1973 ist der Stadt das Recht verliehen worden, ein Wappen, eine Flagge, ein Banner und ein Dienstsiegel zu führen.
| Wappen der der Stadt Horn-Bad Meinberg | Blasonierung: „In Blau über einem silbernen (weißen) Brunnentempel mit offener rundbogiger Tür ein goldenes (gelbes) links gewendetes Hifthorn, das an einer goldenen (gelben) Fessel von einer fünfblättrigen roten Rose mit goldenem (gelbem) Butzen herabhängt.“            |
| Wappen der der Stadt Horn-Bad Meinberg | Wappenbegründung: Die fünfblättrige Rose ist die Lippische Rose und steht für die Zugehörigkeit zum Kreis beziehungsweise Land Lippe. Das daran befestigte Horn weist redend auf den gleichnamigen Ortsteil hin. Der Brunnentempel steht im barocken Kurpark von Bad Meinberg. |

|  | 00Hissflagge: „Die Flagge ist blau-weiß geteilt mit dem Wappen in der Mitte der vorderen Hälfte.“ |

|  | 00Banner: „Das Banner ist blau-weiß gespalten mit dem Wappen in der Mitte der oberen Hälfte.“ |

Dienstsiegel
Die  Stadt Horn-Bad Meinberg führt ein Dienstsiegel mit dem Stadtwappen und der Umschriftung „Stadt Horn-Bad Meinberg“.

### Städtepartnerschaften
Horn-Bad Meinberg unterhält mit folgenden Städten Städtepartnerschaften:
- Villedieu-les-Poêles, eine Kleinstadt mit etwa 4000 Einwohnern in der Normandie, Frankreich
- Kudowa-Zdrój, ein Kurbad in der Woiwodschaft Niederschlesien, Polen

## Religion

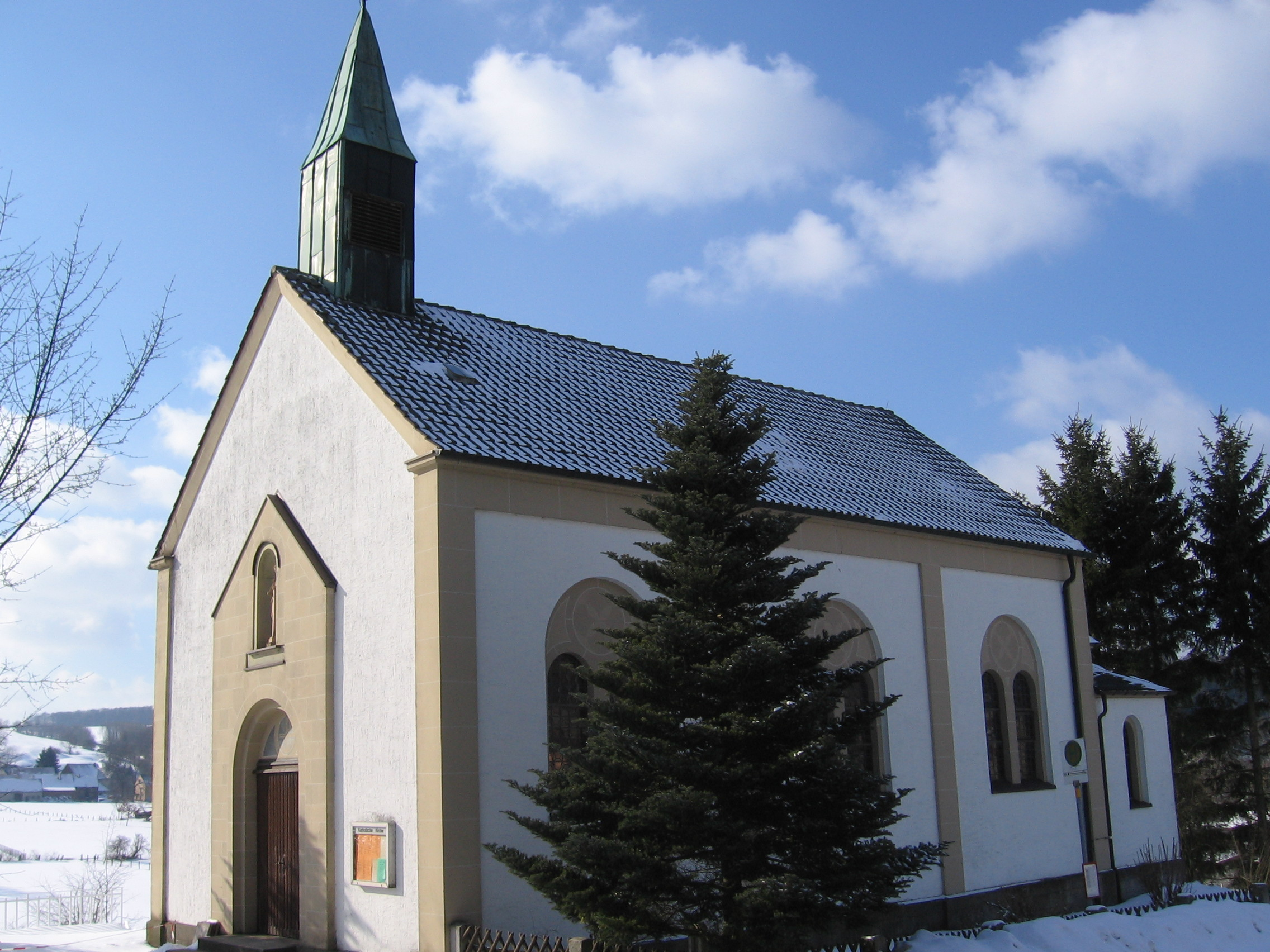
St. Josef in Feldrom

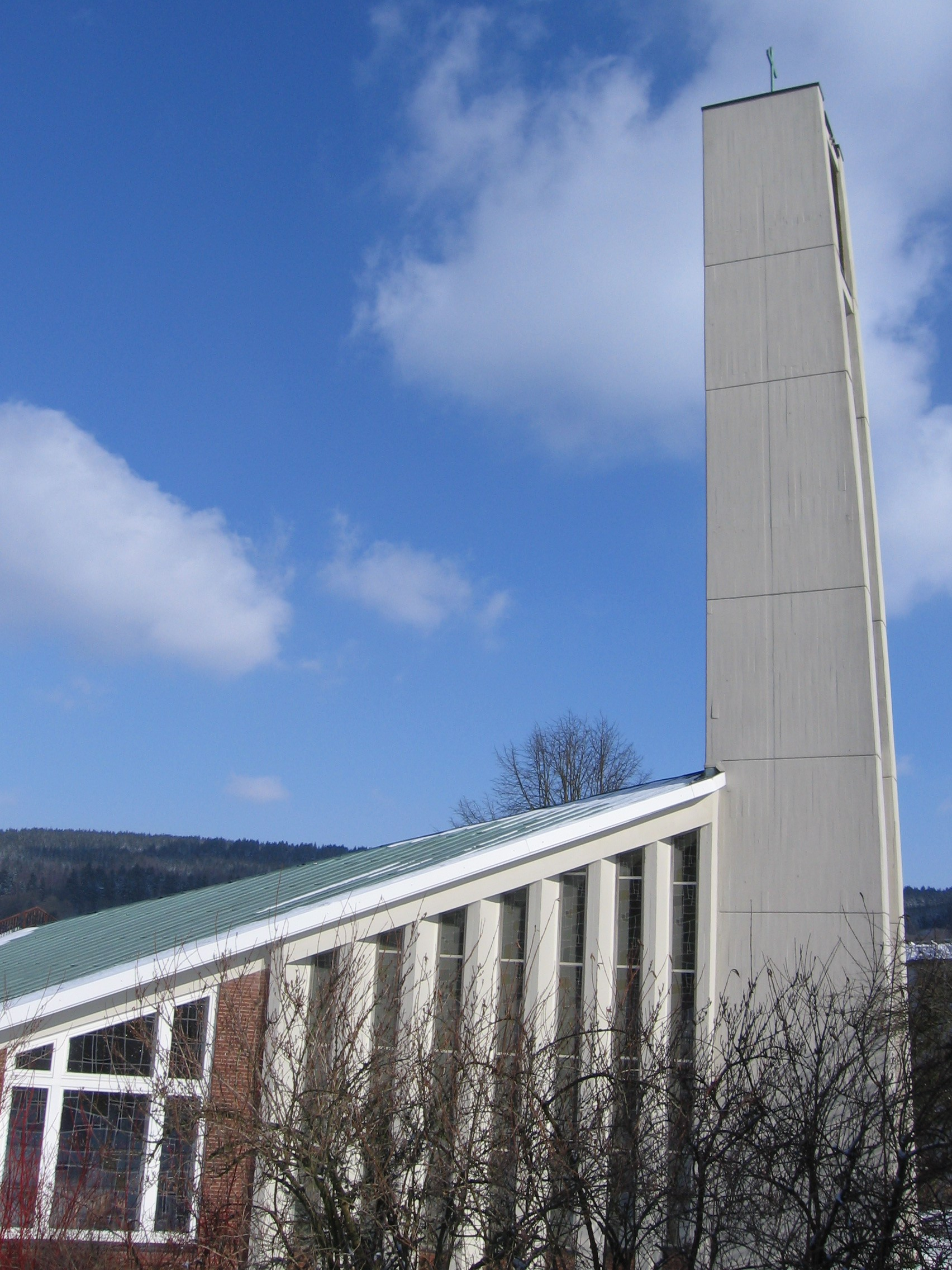
Evangelische Kirche in Veldrom

Die Mehrheit der Bevölkerung in Horn-Bad Meinberg ist evangelisch. Dies geht auf die im Jahre 1538 von Bernhard VIII. Graf zur Lippe eingeführte Reformation zurück. Vorherrschend ist das reformierte Bekenntnis, welches im 17. Jahrhundert Einzug erhalten hat.
Ein Indiz für die heutige Verteilung der Religionen kann die konfessionelle Zugehörigkeit der Schüler in Horn-Bad Meinberg sein. Demnach gaben im Schuljahr 2006/2007 54 % der Schüler evangelisch, 16,4 % katholisch und 9,3 % islamisch als Religionszugehörigkeit an. 14,0 % gaben eine andere Religionszugehörigkeit und 6,4 % keine Konfession an.
Religionsgemeinschaften in Horn-Bad Meinberg:
- Evangelisch-reformierte Gemeinden:
  - Evangelisch-reformierte Kirchengemeinde Horn mit der Stadtkirche Horn, der Kirche in Holzhausen und einer Predigtstätte im Gemeindesaal Bellenberg
  - Evangelisch-reformierte Kirchengemeinde Bad Meinberg mit der dazugehörenden Kirche in Bad Meinberg
  - Evangelisch-reformierte Kirchengemeinde Leopoldstal mit den dazugehörigen Kirchen in Leopoldstal und Veldrom

Diese drei Gemeinden sind Träger der „Evangelische Jugend Horn-Bad Meinberg“ (Haus der Jugend „Alte Post“)
  - Die Kirchen in Belle und Billerbeck gehören zur evangelisch reformierten Kirchengemeinde Wöbbel (Schieder-Schwalenberg). Der Stadtteil Schmedissen gehört kirchlich zur evangelisch reformierten Kirchengemeinde Detmold-Ost mit der Friedenskirche in Remmighausen

- Evangelisch-lutherische Gemeinde:
Die Christen im Horn-Bad Meinberger Stadtgebiet mit evangelisch-lutherischer Religionszugehörigkeit sind der lutherischen Kirchengemeinde Detmold zugeordnet.

- Katholische Gemeinde:
  - Katholische Gemeinde Heilig Kreuz Horn-Bad Meinberg mit den zugehörigen Kirchen Christkönig (Bad Meinberg), Heilig Kreuz (Horn) und Sankt Josef (Feldrom)

- Freikirchliche Gemeinden:
  - Evangelisch-Freikirchliche Gemeinde Horn (Baptisten)[27] Seit 31. März 2015 aufgelöst.
  - Neuapostolische Gemeinde Horn-Bad Meinberg in Horn[28] mit der dazugehörigen Kirche in Horn
  - Mennoniten-Brüdergemeinde Horn-Bad Meinberg mit dem dazugehörigen Bethaus in Horn[29]
  - Freikirche Horn (Evangelische Freikirche Horn-Bad Meinberg e. V.)[30]

- Türkisch-Islamische Moschee-Gemeinschaft:
  - Es existiert seit 1982 mit der Diyanet Türkisch-Islamischen Gemeinde zu Horn e. V. (DITIB Horn Selimiye Camii) eine eigenständige islamische Gemeinde.

## Kultur und Sehenswürdigkeiten

Panorama des Marktplatzes in Horn

### Theater

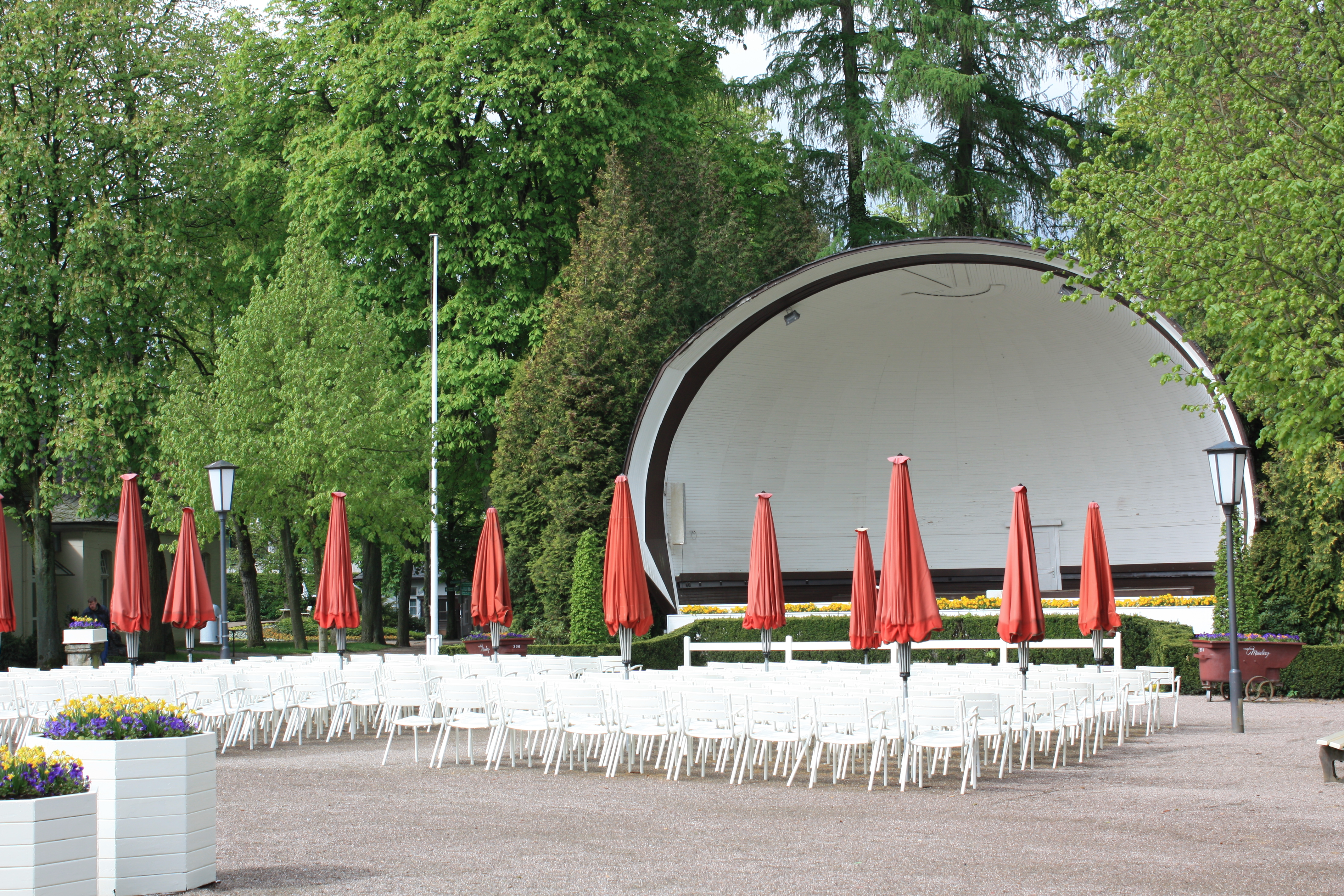
Bühne im Kurpark

Im Kurtheater Bad Meinberg treten musikalische und Theater-Künstler aus der Region und dem gesamten Bundesgebiet auf.
Im Ortsteil Bellenberg befindet sich die Freilichtbühne Bellenberg, wo in den Sommermonaten an den Wochenenden in der Regel zwei Erwachsenen- und ein Kinderstück aufgeführt werden.

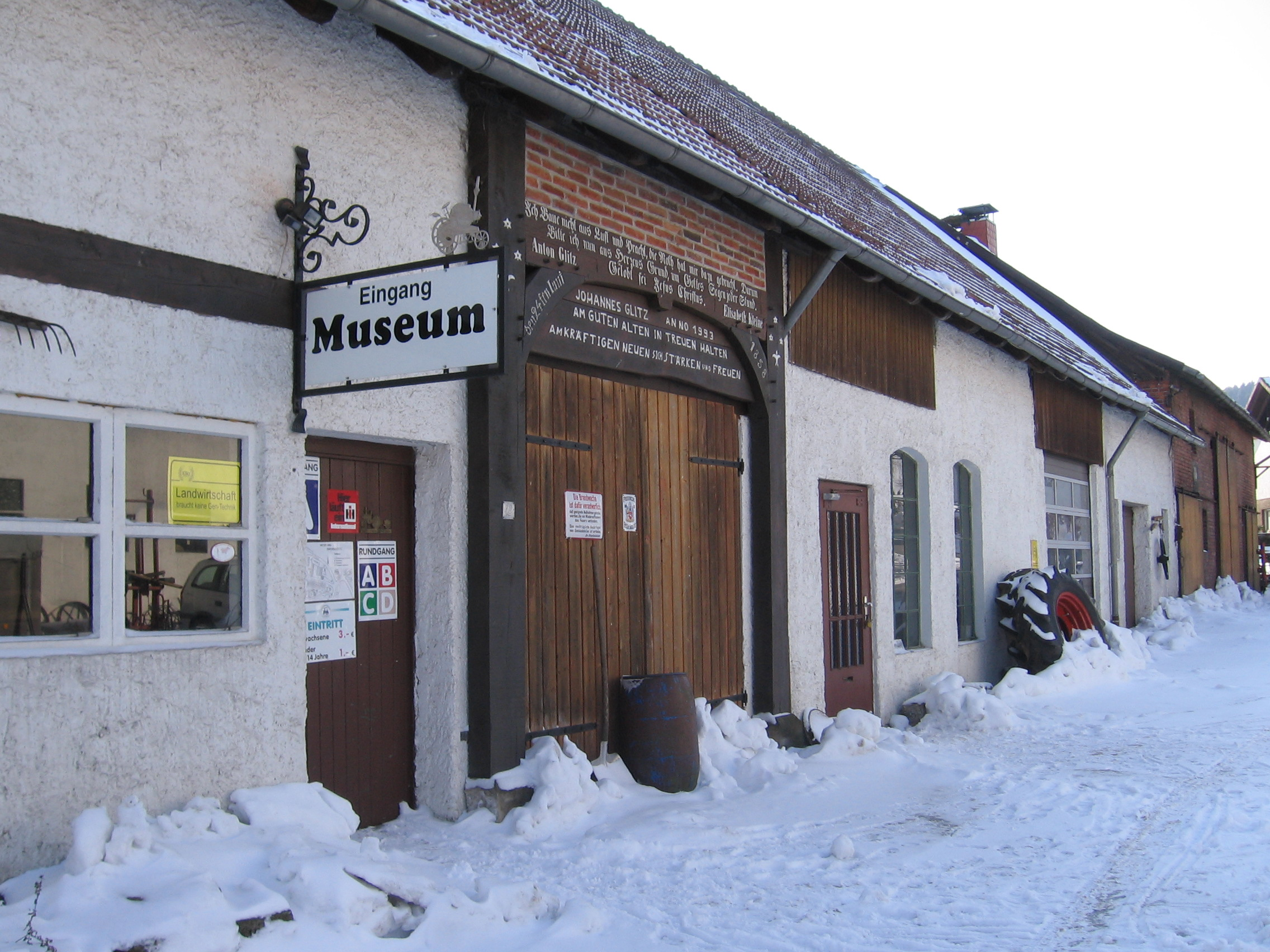
Das Traktorenmuseum in Kempen

### Kino
Der in Bad Meinberg befindliche Filmpalast Bad Meinberg wurde im Juli 2012 geschlossen.

### Museen
Das Burgmuseum Horn ist von Ostern bis Allerheiligen geöffnet und bietet die Stadtgeschichte von Horn vom Mittelalter bis zur Gegenwart. Die Burg Horn ist einer der ältesten Wohnsitze der Edelherren zur Lippe.
Im Ortsteil Kempenfeldrom befindet sich das privat betriebene Traktorenmuseum Kempen, das landwirtschaftliche Geräte vom Mittelalter bis in die 1960er Jahre zeigt.

### Musik
In Horn-Bad Meinberg existieren zwei Frauen- und ein Männerchor.

### Bauwerke im Stadtteil Horn

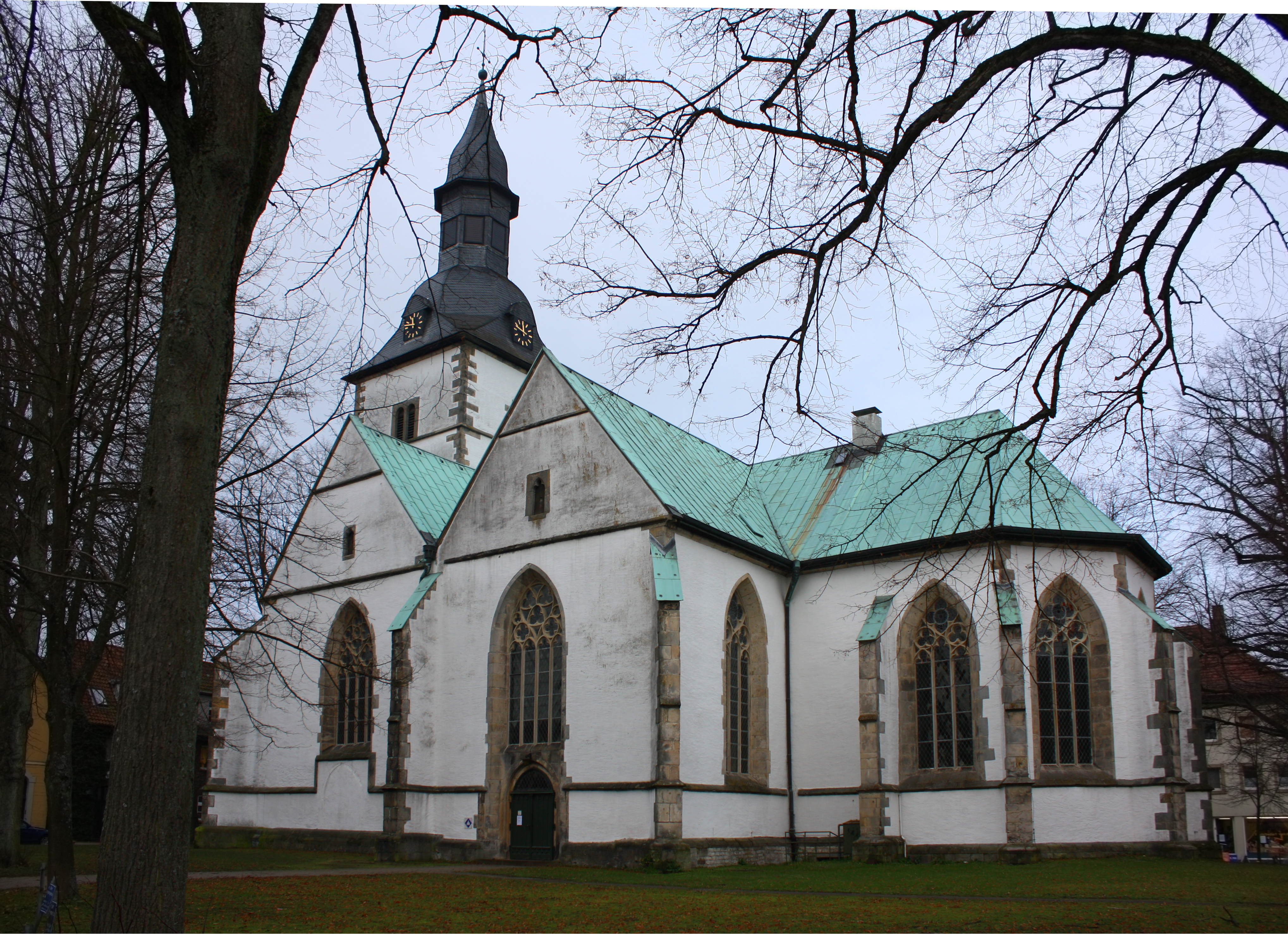
Evangelisch-reformierte Kirche Horn

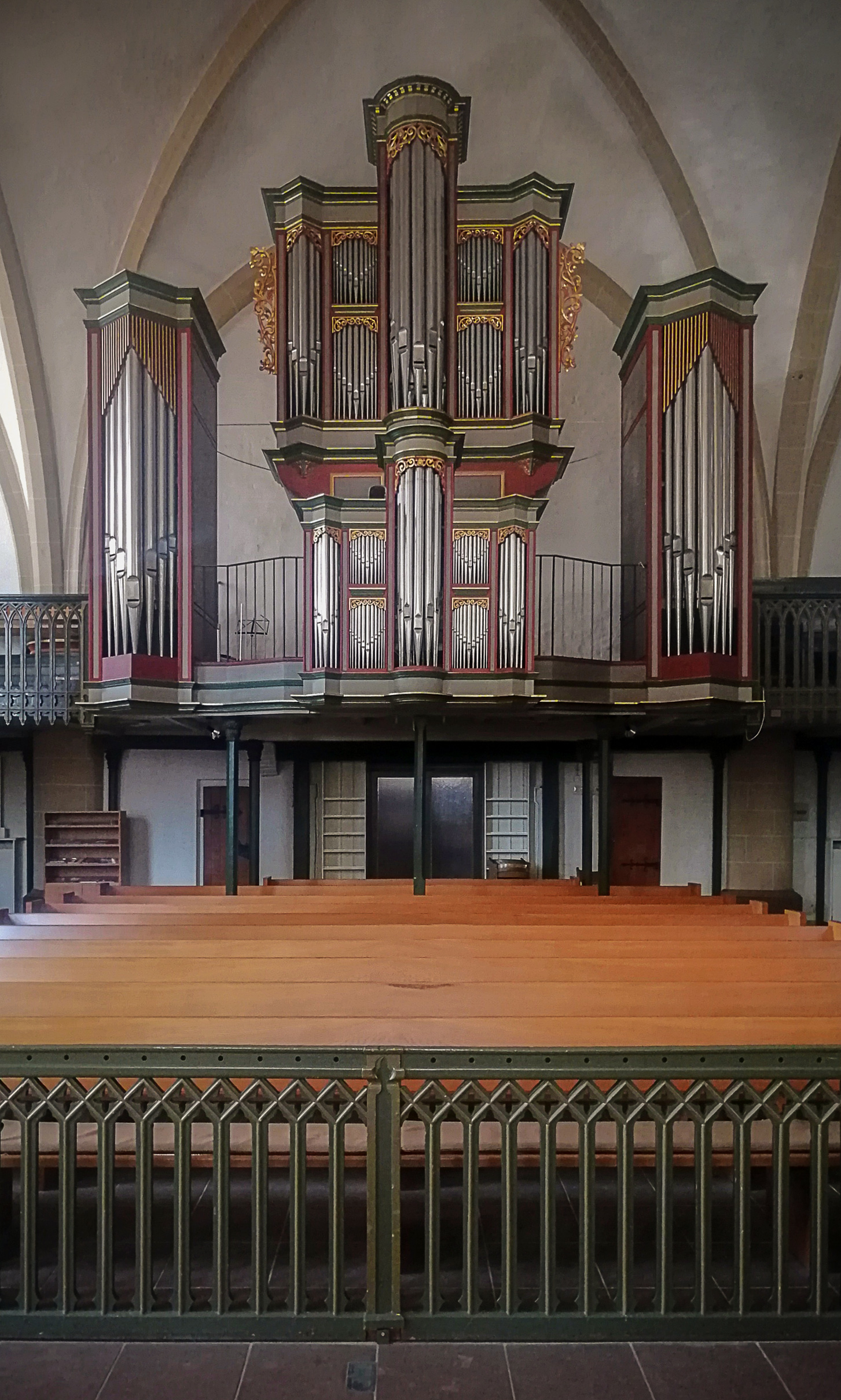
Orgel der Evangelisch-reformierten Kirche

- Evangelisch-reformierte Pfarrkirche, ehemals St. Johannes der Täufer. Die zweijochige dreischiffige Hallenkirche mit Westturm und polygonalem Chor wurde im letzten Viertel des 15. Jh. errichtet. Der Turm dürfte noch aus dem 12. Jahrhundert stammen und ist damit das älteste derzeit bekannte Bauwerk in Horn. 1819 wurde das Dach der Kirche und des Turmes nach einem Blitzeinschlag zerstört. Erst 1826 konnte die jetzige welsche Turmhaube fertiggestellt werden. Das weiträumige, von Kreuzrippengewölben überspannte Innere wirkt sehr gedrungen. Die Gewölbe ruhen auf zwei mächtigen Rundpfeilern. Zur Ausstattung gehören ein Taufstein von 1589 und ein aus dem 17. Jahrhundert stammender Orgelprospekt. Im Chor befindet sich ein mit gotischen Schnitzereien versehenes Chorgestühl aus dem späten 15. Jahrhundert, das im 19. Jahrhundert überarbeitet wurde. An der Südostwand des Seitenschiffes ist seit 1859 das Epitaph des Cordt von Mengerssen († 1561) angebracht. Ursprünglich war es im Chorbereich aufgestellt. Im Schiff hängen fünf Kronleuchter, die 1708 von der Stadt Horn und der Brauerzunft bei einem Nürnberger Goldschmied in Auftrag gegeben wurden.

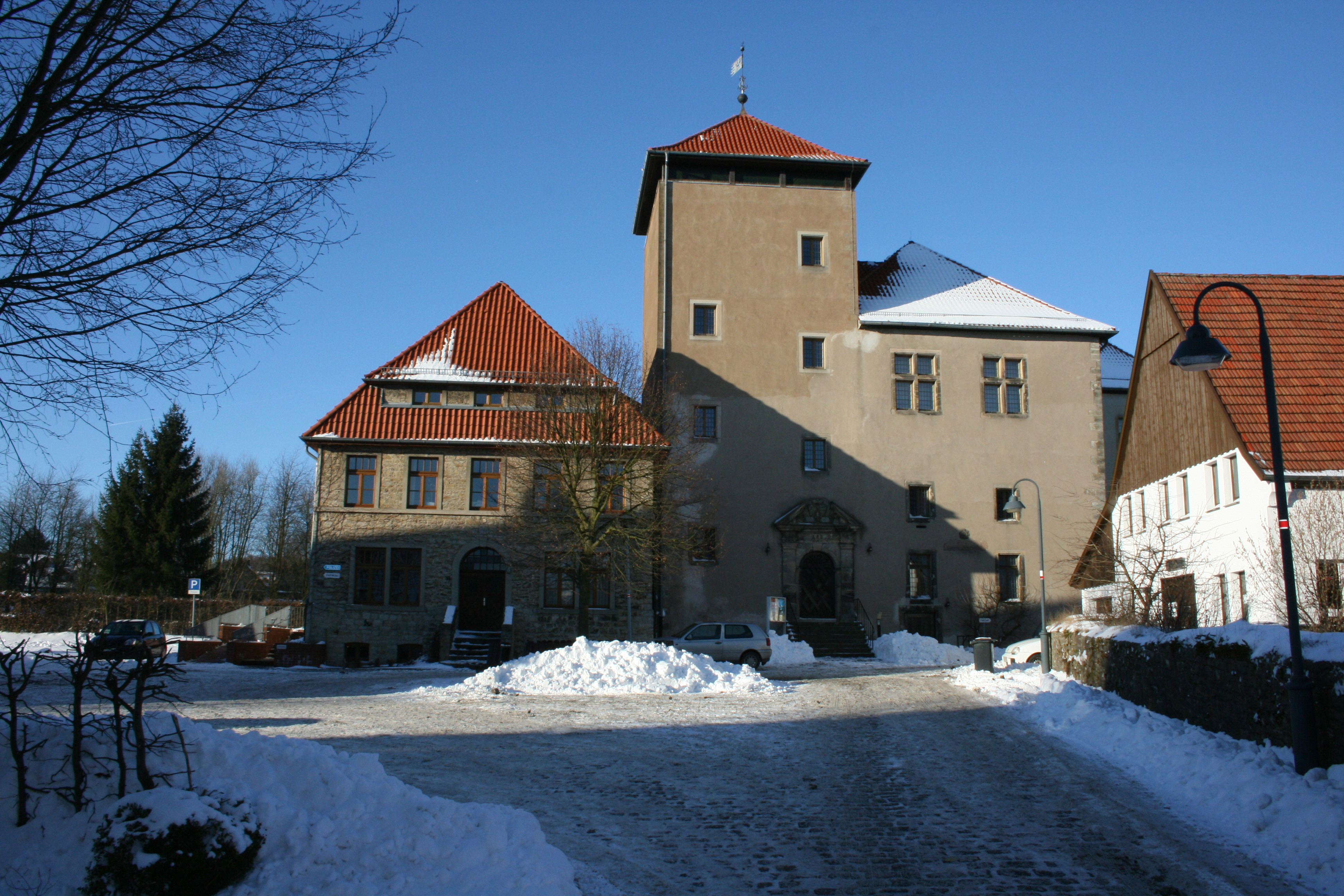
Die Burg Horn

- Die ehemalige Burg Horn (Heimatmuseum) steht unmittelbar an der Stadtmauer. Die bestehende Anlage dürfte im Zuge der Stadtgründung entstanden sein und wurde offenbar 1348 ausgebaut. Es handelt sich um einen winkelförmigen zweigeschossigen Bau über hohem Kellergeschoss, der leicht in den einstigen Stadtgraben hineinragt. Zwischen 1656 und 1659 wurde er stark umgebaut. In dieser Zeit kam es offenbar zur Hinzufügung des Ostflügels und zum Einbau des Treppenhauses. An der Frontseite wurde ein neues Portal eingesetzt. Der obere Teil des Turmes, der ursprünglich von einer geschweiften Haube bekrönt war, wurde in späterer Zeit wegen Baufälligkeit abgetragen. Im Zuge der zwischen 1983 und 1989 durchgeführten Restaurierungsmaßnahmen erhielt der Turm wieder seine oberen Geschosse und ein neues Dach. Die ehemalige Burgscheune, ein Putzbau mit Krüppelwalmdach wurde 1744 erbaut.

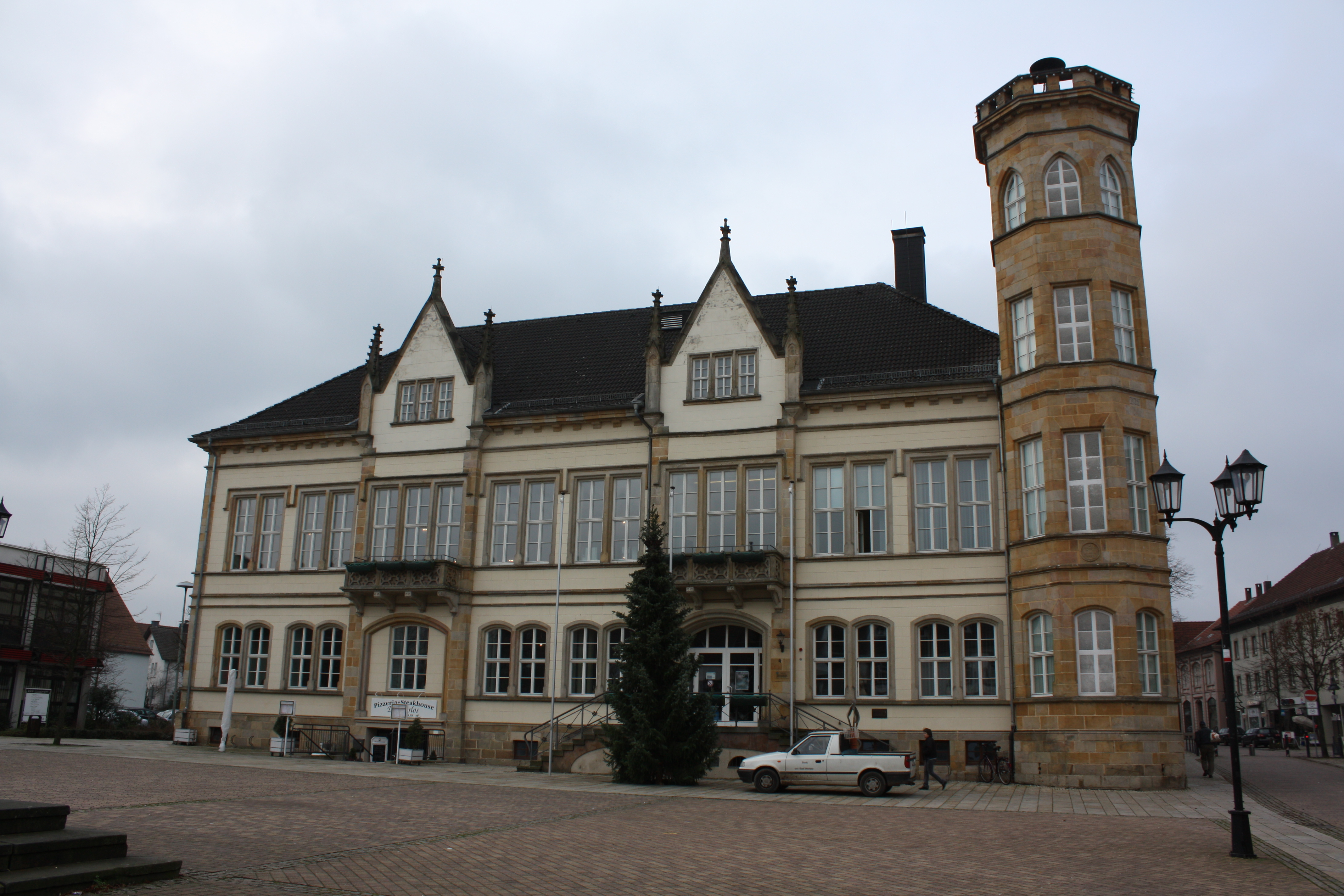
Rathaus in Horn

- Der stattliche neugotische Bau des Rathauses wurde 1865–1866 durch den Bauunternehmer und Architekten Wilhelm Lakemeier aus Steinheim (Westfalen) erbaut, nachdem der Vorgängerbau zwei Jahre zuvor durch einen Brand zerstört worden war. Ursprünglich zweiflügelig, wurde er 1956 durch rückwärtige Anbauten erweitert. Die als Schaufront ausgebildete Marktseite zeigt zwei Risalite, die von mit Fialen geschmückten Dreiecksgiebeln bekrönt werden. An der zur Mittelstraße hin orientierten Nordostecke befindet sich ein viergeschossiger polygonaler Eckturm, der von einer niedrigen Balustrade abgeschlossen wird.
- Kotzenbergscher Hof (Hotel Vialon). Der zweigeschossige, aus zwei Flügeln bestehende Massivbau wurde um 1616 erbaut. Aufgrund ähnlicher Einzelformen am Paderborner Rathaus könnte Heinrich Baumhauer als Baumeister in Frage kommen. An der Marktseite befindet sich ein hübsches Portal, das 1680 bezeichnet ist.

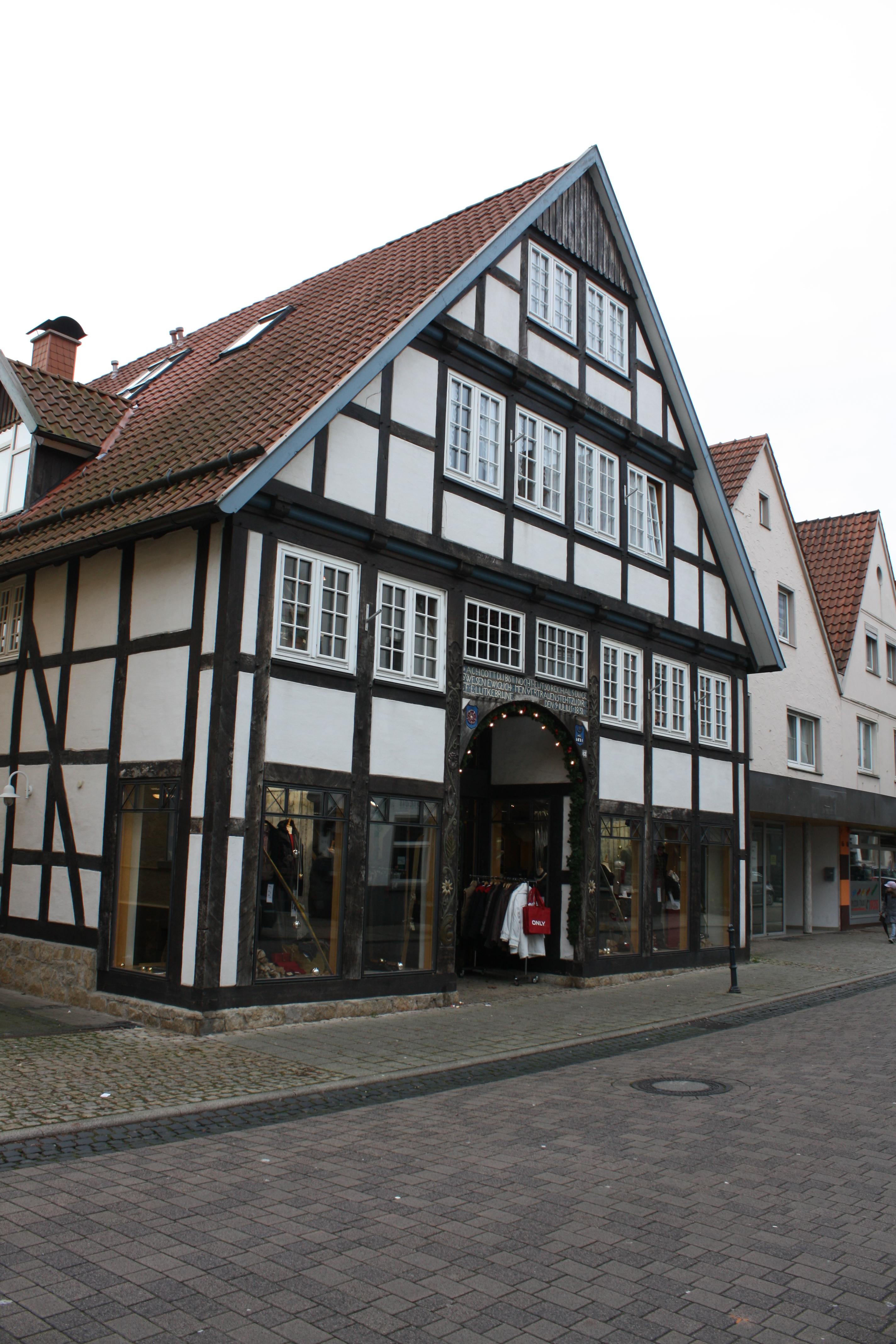
Haus an der Mittelstraße

Wohnbauten: Einstmals wurde das Stadtbild wesentlich von giebelständigen Fachwerk-Dielenhäusern geprägt. Einige schöne Beispiele haben sich bis heute an der Nord- und an der Mittelstraße erhalten. Besonders reizvoll ist die Baugruppe Nordstraße 21–33. Der Massivbau blieb bis weit in das 19. Jahrhundert hinein eine Ausnahmeerscheinung. An Einzelbauten sind zu erwähnen:
- Burgstraße 27. Bezeichnet 1663.
- Heerstraße 47. Ein im 18. Jahrhundert erbautes Dielenhaus, das über unterkellertes Hinterhaus verfügt.
- Kirchstraße 2. Obwohl das gut erhaltene Dielenhaus am Torbalken mit „1860“ bezeichnet ist, dürfte es im Kern noch aus dem 17. Jahrhundert stammen.
- Mittelstraße 48. Das Giebelhaus mit jüngerer Utlucht, dessen Erdgeschoss durch Ladeneinbauten beeinträchtigt ist, wurde 1671 für den Pfarrer Wilhelm Fabricius und seine aus Bremen stammende Frau erbaut. An den Füllbrettern befinden sich Rankenornamente.
- Mittelstraße 65. Das im Erdgeschoss massive, um 1570/80 für Henrich Teerbeck errichtete Giebelhaus gehörte einst zu den prächtigsten Wohnbauten der Stadt. Es besaß eine seitliche Utlucht, einen reich beschnitzten Speicherstock in Fachwerkbauweise und ein unterkellertes Hinterhaus. 1627 gelangte es in den Besitz der Kaufmannsfamilie Detert und wurde schließlich 1910 in einen benachbarten Jugendstil-Neubau integriert. Von der prächtigen Fassade ist nichts mehr erhalten; die Utlucht wurde zu einem Erker verstümmelt. An der zur Ratswete hin gelegenen rechten Traufseite blieben Reste der Schnitzereien mit Halbrosetten erhalten.
- Mittelstraße 67. Das barocke Fachwerkhaus mit massiven Giebelfassaden ist 1756 bezeichnet. An der Straßenfront sind die drei mittleren Fensterachsen durch Lisenen risalitartig hervorgehoben. Dem Portal ist eine doppelläufige Freitreppe vorgelegt.
- Mittelstraße 71. Der zum Teil in Fachwerk erstellte Bau wurde wohl 1563 für den gräflichen Sekretär Johann von Rintelen errichtet. Ein Kamin im Inneren ist 1564 bezeichnet. Aus dieser Zeit dürfte auch die von Muschelaufsätzen bekrönte Utlucht stammen. 1579 erhielt das Haus einen neuen, mit muschelgefüllten Voluten verzierten Staffelgiebel. Dieser wurde im 18. Jh. weitgehend abgetragen und um 1920 zum Teil rekonstruiert. Damals wurde auch der segmentbogige Abschluss aufgesetzt. Früher wurde der Hauptgiebel als ein Werk Heinrich Overkottes angesehen. Später hat ihn der Kunsthistoriker Otto Gaul zusammen mit dem recht ähnlichen Haus Mittelstraße 64 in Lemgo Hermann Wulff zugeschrieben.
- Nordstraße 5. Das Giebelhaus von 1613 mit seitlicher Deele ist mit aufwändigen Schnitzereien versehen.
- Nordstraße 9. (Gaststätte „Alt Horn“). Das mit reichen Schnitzereien (Fächerrosetten) verzierte Haus wurde laut einer anscheinend erst nachträglich hinzugefügten Inschrift 1579 für den Ratsherrn Peter Steffen errichtet. Der linke, als Wirtschaftsgebäude dienende Anbau wurde 1775 angebaut. Eine umfassende Restaurierung des Gebäudes wurde 1953 vorgenommen.
- Nordstraße 17. Bezeichnet 1655.
- Nordstraße 21. Wie die Inschrift am Torbalken belegt, wurde der Bau zusammen mit weiteren Häusern dieses Straßenabschnitts (Nr. 23,29,31) 1730 bei einem Brand zerstört und im Jahr darauf wieder errichtet.
- Nordstraße 23. Das 1731 bezeichnete, für Johann Cord Lahmann erbaute Dielenhaus weist an den Torständern und an den Füllbrettern üppige Schnitzereien in Form von Rankenornamenten auf.
- Nordstraße 25. Am Tor 1710 bezeichnet, hat das mit einer Utlucht versehene Haus offenbar den Brand von 1730 überstanden.
- Nordstraße 29. Fachwerkbau mit Schnitzereien, vermutlich 1731 erbaut.
- Nordstraße 31. In gestalterischer Hinsicht ähnelt das 1731 entstandene und mit reichen Schnitzereien versehene Haus Nordstraße 23.
- Nordstraße 33. 1695 errichtet.
- Pfuhlstraße 11. Vierständerbau mit Utlucht, der wohl 1725 (oder 1735?) entstanden ist. Sein Torbalken ist mit flachen Ornamenten beschnitzt.

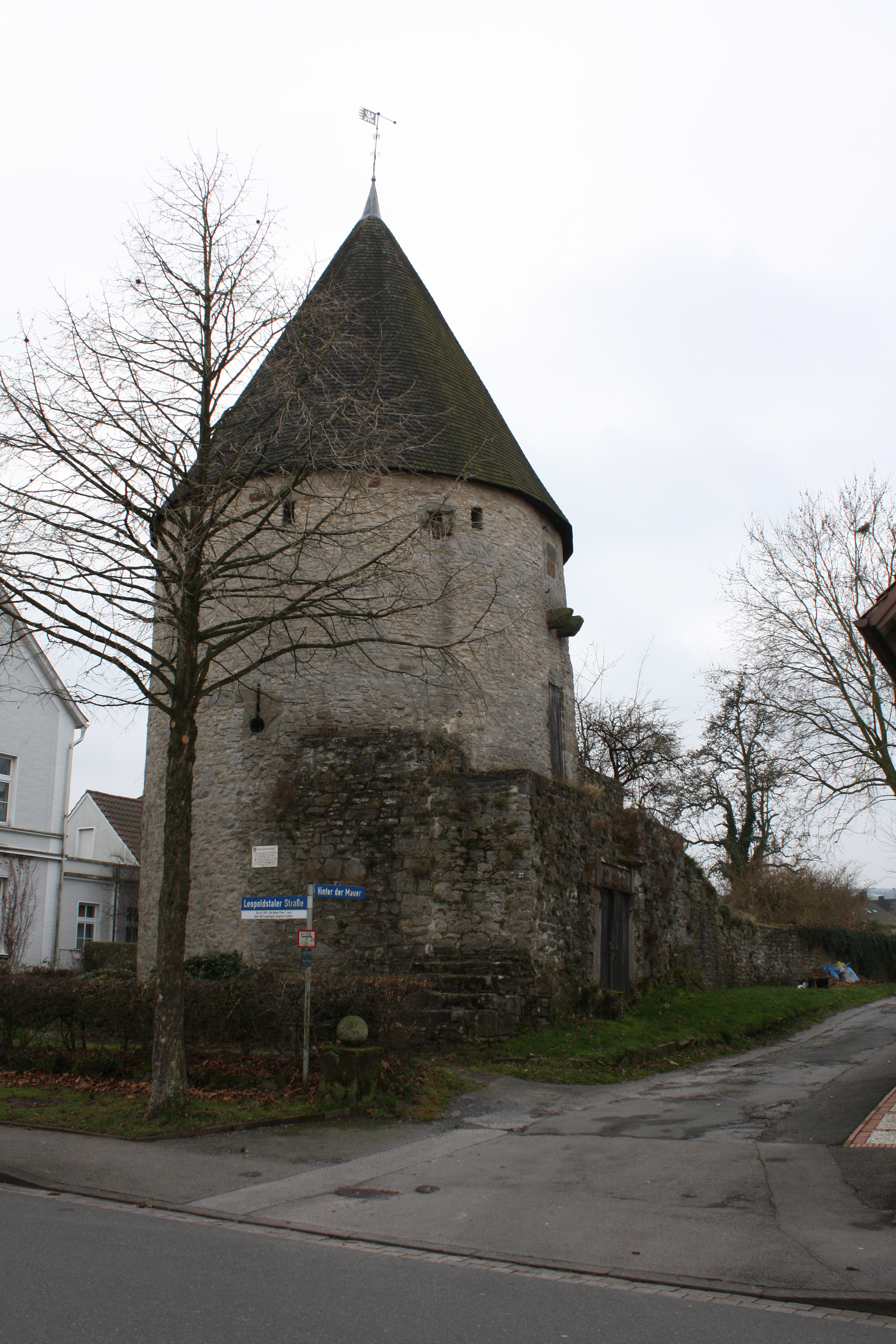
Eulenturm in Horn

- Von der mittelalterlichen Stadtbefestigung sind vor allem im Süden (An der Straße Hinter der Mauer) und im Bereich der Burg größere Mauerpartien erhalten. Von den ehemals vier urkundlich nachweisbaren Türmen blieb lediglich die so genannte Malzdarre (später auch Eulenturm genannt) bestehen. Der Rundturm mit Kegeldach und Schlüssellochschießscharten dürfte um 1500 entstanden sein. Er hat einen Durchmesser von 8,50 m und eine Höhe von 17,50 m.
- Am Ortsausgang in Richtung Steinheim/Vinsebeck befinden sich ein klassizistischer Meilenstein sowie ein mittelalterliches Steinkreuz.

### Bauwerke im Stadtteil Bad Meinberg
- Bei der Ev.-ref. Pfarrkirche handelt es sich um einen kleinen Gewölbebau des 12. Jahrhunderts.
- Das älteste Fachwerkhaus des Ortes ist Brunnenstraße 34 von 1588 mit reich verzierten Knaggen. Es wurde 1696 umgebaut und dient seit 1961 als Pension.

### Parks
Der historische Kurpark in Bad Meinberg wurde um 1770 als barocke Anlage angelegt. Seine Größe beträgt 6,25 ha. 

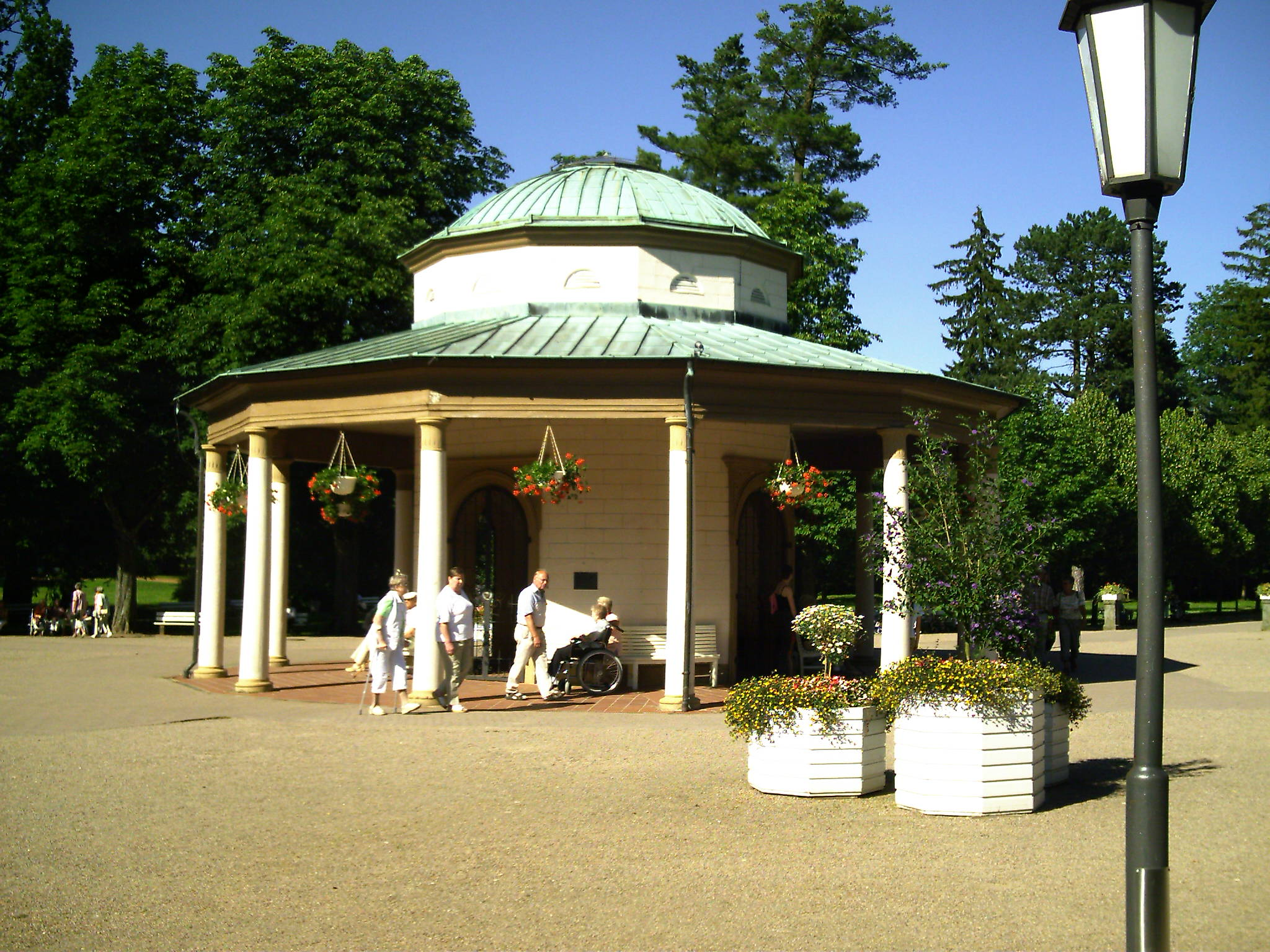
Brunnentempel im historischen Kurpark

 Die ursprüngliche Anlage des Parks geht auf eine 1767 erstellte Planskizze des Oberförsters Feige zurück. Sein Entstehen verdankt er der Förderung durch den Begründer des Kurbetriebs in Meinberg, Johann Erhard Trampel, und durch den Landesherrn Graf Simon August (Lippe). Der Park wurde um eine Mofette (Gasquelle) herum angelegt, die man zunächst irrtümlich für eine Wasserquelle gehalten hatte. Durch den Park fließt die Werre. Die Nord-Süd-Achse des Parks ist um einige Grad nach Westen gedreht und weist etwa nach NNW. Zu den Park umgebenden Gebäuden gehören das am nördlichen Ende der Achse gelegene Bade- und Logierhaus Stern (erbaut 1770–1773) und das 1775 fertiggestellte Kurhaus Rose an deren südlichem Ende. Die Ost-West-Achse geht heute an der Westseite in die Allee, die zentrale Einkaufsstraße Bad Meinbergs über. Der ursprünglich streng geometrisch konzipierte Park erfuhr im Laufe der Jahre zahlreiche Umgestaltungen. Als Zentrum des Parks war 1768 ein achteckiges Brunnenhaus errichtet worden. Von hier ausgehende, mit Linden und Rosskastanien bepflanzte Alleen und mit Hainbuchenhecken umfasste diagonale Wege bildeten die Grundstruktur des Parks. Schon 1785 erfolgte eine erste große Umgestaltung nach englischem Vorbild. Nach Vorschlägen von Christian Cay Laurenz Hirschfeld wurden die diagonalen Wege entfernt und die Bereiche zwischen den Kreuzalleen landschaftlich gestaltet. Die begradigte Werre erhielt mehrere Staustufen um ihre Fließgeschwindigkeit zu verringern. Im Südwesten des Parks entstand als Aussichtspunkt ein Schneckenberg. Eine weitere Umgestaltung erfolgte 1820, diesmal nach Plänen des Hofgärtners Nolda aus Kassel. Aufbauend auf den Ideen Hirschfelds ließ er Schlängelwege, Rasenflächen und ein „Lustgärtchen“ anlegen. Der Lauf der Werre wurde nochmals verändert, sodass das Flüsschen nun leicht geschlängelt den Park durchquerte. Der im Kurpark befindliche Brunnentempel wurde anstelle des Brunnenhauses 1842 erbaut. Er ist das Wahrzeichen Bad Meinbergs und hat auch Eingang in das Stadtwappen von Horn-Bad Meinberg gefunden.
Als Erweiterung des Kurparks wurde 1928 mit der Anlage des Berggartens begonnen. Der Gestaltungsplan des 3 ha großen Geländes stammt von dem Bielefelder Gartenarchitekten Pieper, die Ausführung lag beim Gartenmeister Hermann Niemeyer. Die Anlage, die am nördlichen Ortsrand von Bad Meinberg gelegen ist, umfasst einen südlichen, tiefer gelegenen geometrischen und einen nördlichen, höher gelegenen, landschaftlichen Teil. Den unteren Teil des Parks dominiert eine zentrale Treppenanlage, die den Südhang in mehrere Terrassen gliedert. Die Mittelachse des Parks war ursprünglich auf die als „Schlösschen“ oder „Schloss“ bezeichnete Villa des lippischen Grafen Leopold ausgerichtet. Dieses Gebäude wurde im Jahr 1962 abgerissen. Ursprünglich existierte eine direkte Verbindung zwischen dem Berggarten und dem südlich gelegenen, historischen Kurpark. Diese wurde 1986 durch ein neu errichtetes Nebengebäude des Kurhotels Zum Stern unterbrochen, im unteren Teil des Gartens wurde eine Tiefgarage eingebaut. Anstelle der dort befindlichen Tennisplätze wurde 2000 ein Garten der Sinne angelegt. Der landschaftliche Teil wird durch einen Rundweg erschlossen. Den nördlichen Abschluss des Parks bildet eine offene Wetterschutzhütte, von der aus die gesamte Anlage überblickt werden kann.

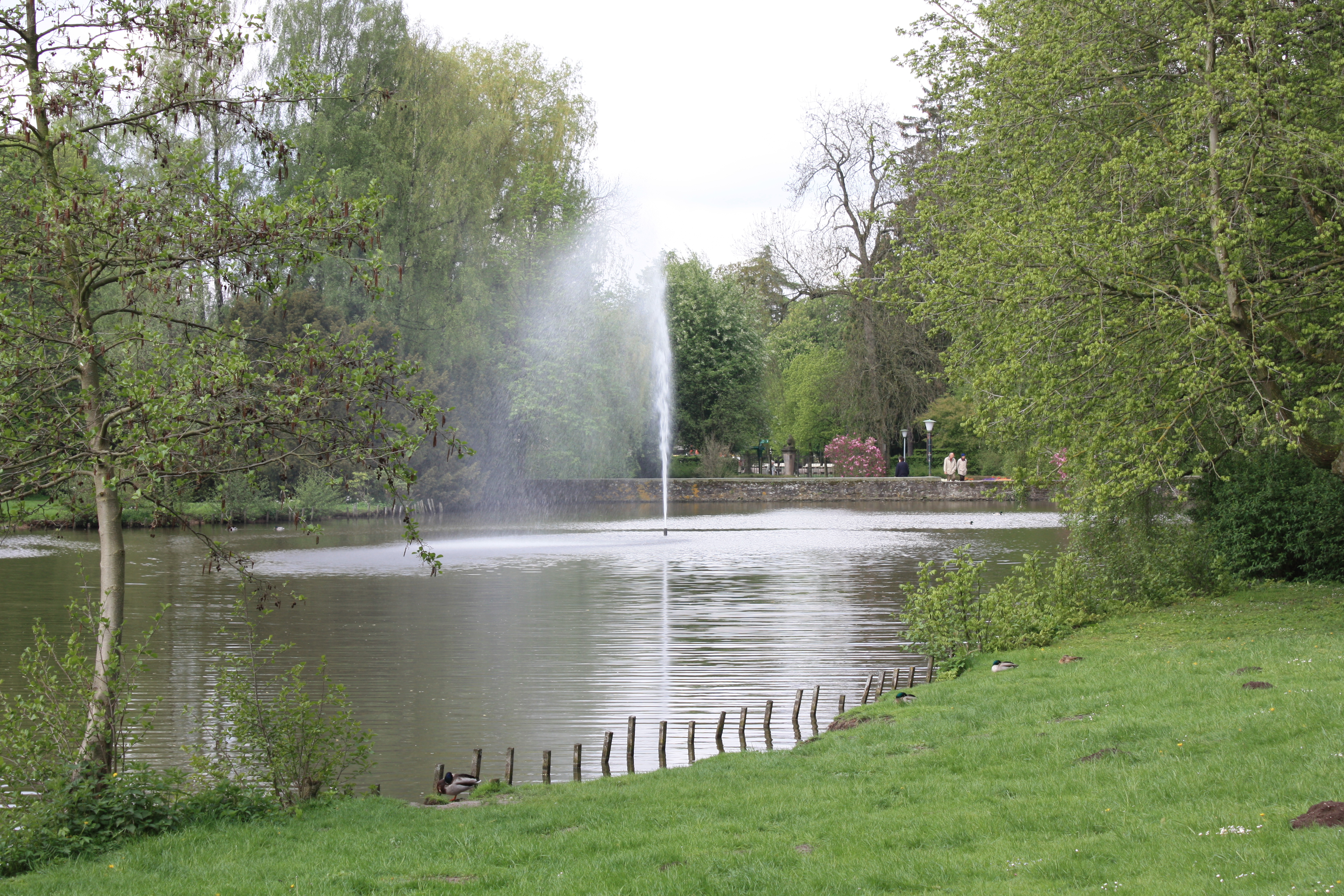
See im Kurpark

Als Seepark wird eine in den Jahren von 1953 bis 1955 angelegte, ca. 3 ha große Anlage mit einem ca. 1 ha großen See bezeichnet, die sich in östlicher Richtung an den historischen Kurpark anschließt. Der See resultiert aus einer Aufstauung der Werre. Gegen Ende des Zweiten Weltkrieges begannen französische Zwangsarbeiter mit den Arbeiten an der Staumauer für ein Hochwasserrückhaltebecken. Ab 1953 wurde der See aufgestaut, die Fertigstellung des auf Plänen des Gartenmeisters Hermann Niemeyer beruhenden Seeparks erfolgte 1955. Die zwölf Meter hohe Fontäne im See ist weithin sichtbar. Nahe dem Zufluss der Werre befindet sich das Neptun-Denkmal. Der Hauptzugang zum Park erfolgt über dessen Westseite, die die Ost-West-Achse des historischen Kurparks mit großzügig gestalteten Blumenbeeten fortsetzt und direkt auf den See hinführt. Der See wird von einem Rundweg umschlossen, der seinerseits durch Baum- und Strauchgruppen von der umgebenden Bebauung – meist Kurpensionen und Gästehäuser mit Blick auf den Park – abgegrenzt ist.
Mit ca. 40 ha ist das Silvatikum (man findet auch die Schreibweise Sylvatikum) der größte der Parks in Horn-Bad Meinberg. Der Park liegt am östlichen Ortsrand von Bad Meinberg. Er schließt sich an den historischen Kurpark und den Seepark an und geht fließend in die freie Landschaft über. In der Zeit von 1962 bis 1965 wurden in dieser von Forstdirektor Splettstößer als „Länderwaldpark“ konzipierten Anlage 36.000 Bäume und Sträucher angepflanzt, die Waldlandschaften aus 14 verschiedenen Weltregionen bilden. Es finden sich hier Baumgruppen mit über 50 Gattungen, die als charakteristische Pflanzgemeinschaften die folgenden Regionen repräsentieren: Japan (Insel Hondo), China (Himalaya), Kaukasus, Ostpreußen, Pommern, Spreewald, mitteleuropäischer Auenwald, hohe Alpen, Oberitalien und Mittelmeer, Jugoslawien und Bosnien, Nordamerika (Mississippi, Kalifornien/Sierra Nevada, Nordostamerika, Nordwestamerika).
Eigentümerin der Parks ist die Staatsbad Meinberg GmbH. Im Jahr 2019 kaufte Yoga Vidya einen Teil des Silvatikums. Alle Anlagen sind öffentlich zugänglich.

### Naturdenkmäler

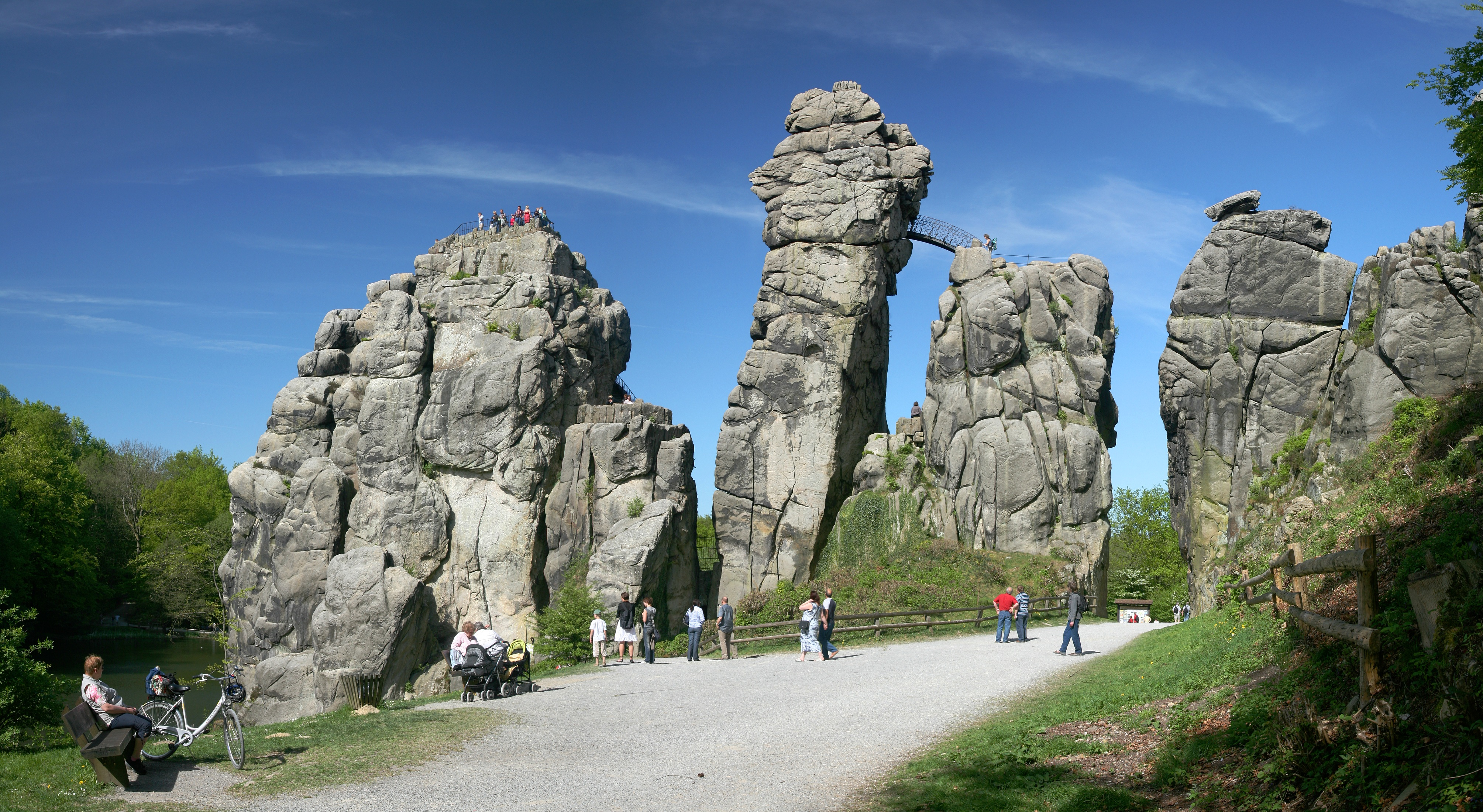
Externsteine, Gesamtansicht aus Südwesten

Im Ortsteil Holzhausen befinden sich die Externsteine, eine Gruppe von dreizehn, teilweise freistehenden, bis zu 38 Meter hohen Sandsteinfelsen, die von der Wiembecke in Jahrmillionen ausgewaschen wurden. Sie gehören zu den bedeutendsten Natursehenswürdigkeiten Deutschlands. In ihrem Umkreis ist ein Gebiet von ca. 140 Hektar als Naturschutzgebiet ausgewiesen. Im frühen 12. Jahrhundert bestand hier eine christliche Wallfahrtsstätte. In die Wand des Hauptfelsens wurde ein 3,6 Meter breites und 5 Meter hohes Relief gemeißelt, das die Kreuzabnahme Christi darstellt. Am Fuße der Felsen ist die Wiembecke zu einem kleinen See aufgestaut.
Im Ortsteil Wehren entspringt die Werre, ein Nebenfluss der Weser.
Der Norderteich im Ortsteil Billerbeck wurde künstlich durch Stauung angelegt und wurde bereits 1115 urkundlich erwähnt. Er vefindet sich im Besitz des Landesverbandes Lippe. Der Norderteich wurde zusammen mit den umliegenden Wiesen 1949 zum Naturschutzgebiet erklärt und ist damit das älteste Naturschutzgebiet Lippes. Innerhalb des heutigen Naturschutzgebiets Externsteine wurden zwar schon 1926 zehn einzelne Teilbereiche als Naturdenkmal unter Schutz gestellt, als Ganzes zum Naturschutzgebiet erklärt wurde das Externsteingebiet jedoch erst 1953.

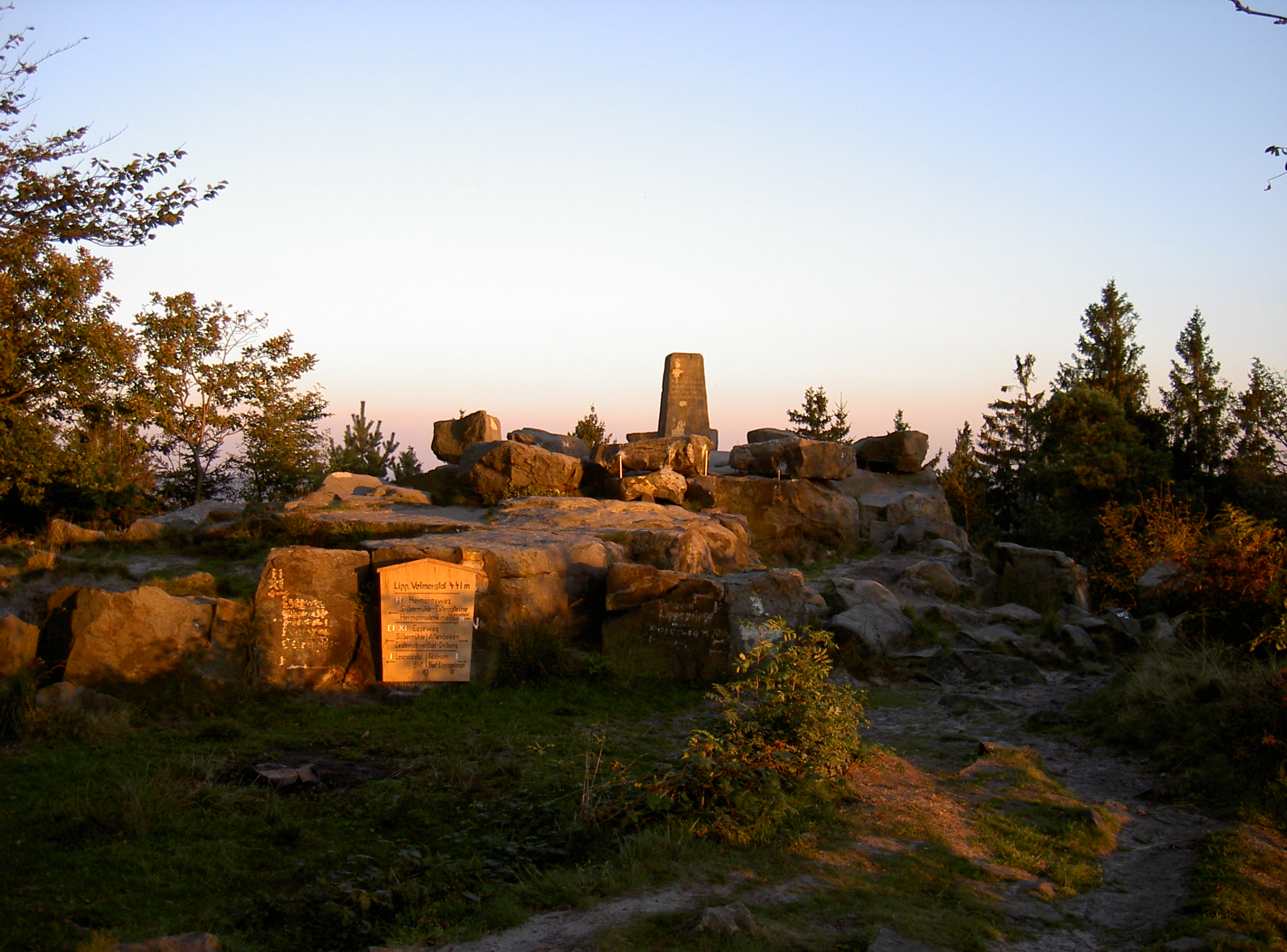
Lippischer Velmerstot mit Gedenkstein.

Das Silberbachtal bei Leopoldstal ist ein landschaftlich reizvolles Bachtal mit einer ehemaligen Silbermühle und der Kattenmühle. Der Name Silberbach stammt von geringen Silberfunden in den Jahren 1711 bis 1712. Der nahe gelegene Lippische Velmerstot am Übergang vom Teutoburger Wald zum Eggegebirge ist ein beliebtes Wanderziel. Er ist mit 441 Metern neben dem etwa 1000 Meter entfernten Preußische Velmerstot (468 Meter) der zweithöchste Berg des Eggegebirges. Der Berggipfel besteht aus einer bizarren Sandsteinformation und bietet einen eindrucksvollen Fernblick.

### Sport
Die Vereine TV Horn-Bad Meinberg 1860/1907, TuS Horn 1920, Türkischer SV Horn, Ball Club Bad Meinberg e. V. 2017, TSV Eintracht Belle, TuS Holzhausen/Externsteine, SV Feldrom-Veldrom-Kempen und TSV 09 Leopoldstal sind im Fußball- und Leichtathletik-Verband Westfalen organisiert. Zum TSV 09 Leopoldstal gehört der Lauftreff Leopoldstal, der Veranstalter des Ende März stattfindenden Velmerstot-Volkslaufes mit LippeTrail und Verlmerstot-Berglauf ist. Der TTV Horn-Bad Meinberg bietet im Stadtgebiet Tischtennis an. zwei Tennisclubs (TC Grün-Weiß Bad Meinberg und TC Blau-Weiß Horn), ein Fitnesscenter, einen Reitverein (Reit- und Fahrverein Bad Meinberg), drei Schießsportvereine (Schützengesellschaft Bad Meinberg, Schützengesellschaft Horn und Schützengesellschaft Belle) und den Ski-Club Horn-Bad Meinberg, welcher den Ski-Lift in Holzhausen-Externsteine und die Loipe auf dem Eggegebirge zwischen Schlangen und Veldrom betreibt. In Schulzentrum Horn befindet sich der Trainingsstandort Stabhochsprung des Landesleistungszentrums Paderborn/Ostwestfalen mit dem Stabhochsprungverein Horn-Bad Meinberg-Lippe. Motorsport wird angeboten vom Automobil Sport Club Bad Meinberg. Segelfliegen bietet der Luftsportverein Egge an, das Vereinsgelände (Segelflugplatz) befindet sich im benachbarten Vinsebeck (Kreis Höxter).
Der Stadtsportverband Horn-Bad Meinberg vertritt die Interessen des Sports und der 22 Sportvereine in allen Gremien der Stadt Horn-Bad Meinberg.

### Regelmäßige Veranstaltungen
Die regelmäßigen Veranstaltungen im Jahresverlauf beginnen mit dem Frühlingsfest in Horn, einer Kirmes im April am Rathaus. Weiter geht es am 4. April-Wochenende mit dem Blumen- und Gartenmarkt in der Bad Meinberger Allee. Zu Ostern werden in den Stadtteilen Osterfeuer abgebrannt, in Kempen-Feldrom rollen zusätzlich Osterräder. Ende April veranstaltet die Freiwillige Feuerwehr in Bad Meinberg den Tanz in den Mai.
Ende Mai ist in Bad Meinberg Weinfest und am 3. Juni-Wochenende ist Moor- und Musikfest in Bad Meinberg. Die große Kurpark-Beleuchtung lockt viele Besucher an. Anfang Juli gibt es in Horn die „Lange Kulturnacht“. Nach der Sommerpause ist am 3. September-Wochenende Kirmes im Stadtteil Meinberg. Am letzten September-Wochenende ist Hörnchenfest in der Horner Altstadt.
Beller Schnirz heißt das Volksfest im Stadtteil Belle am 3. Wochenende im Oktober. Zeitgleich ist in Bad Meinberg Bauernmarkt. Am 3. Wochenende vor dem ersten Advent ist Kläschen in Horn, die traditionelle Kirmes um das Rathaus. Den Jahresabschluss bildet der Christkindlmarkt in Bad Meinberg im Kurpark am dritten Advent.
In diesen Jahresverlauf fügen sich die Schützenfeste der Schützengesellschaften und der -bruderschaften in sieben Stadtteilen.

### Kulinarische Spezialitäten
In Horn-Bad Meinberg kennt man die typischen Lippischen Spezialitäten wie Rübchen Rahmsuppe, Pickert und Birnenpudding.
Bereits seit 300 Jahren kennt man das quellfrische Mineralwasser aus der Stadt. Seit 1971 wird es unter dem Namen Bad Meinberger vermarktet.

## Wirtschaft und Infrastruktur
Horn-Bad Meinberg gehört zum Integrierten ländlichen Entwicklungskonzept Südlippe, einem Verbund der Gemeinden Blomberg, Horn-Bad Meinberg, Lügde, Schieder-Schwalenberg und Schlangen.

### Verkehr

#### Straßenverkehr
In Horn-Bad Meinberg kreuzen sich die Bundesstraßen 1 und 239. Während die B 1 bereits seit 1990 komplett als Umgehungsstraße durchs Gemeindegebiet verläuft, befinden sich Ortsumgehungen der B 239 für die Ortsteile Bad Meinberg und Belle erst in der Planungsphase. Ebenso in Planung befindet sich in Horn der sogenannte „Südring“ als Fortführung der innerörtlichen Umgehungsstraße Hessenring als Lückenschluss von der Steinheimer Straße bis zur Leopoldstaler Straße.

#### Schienen- und Busverkehr

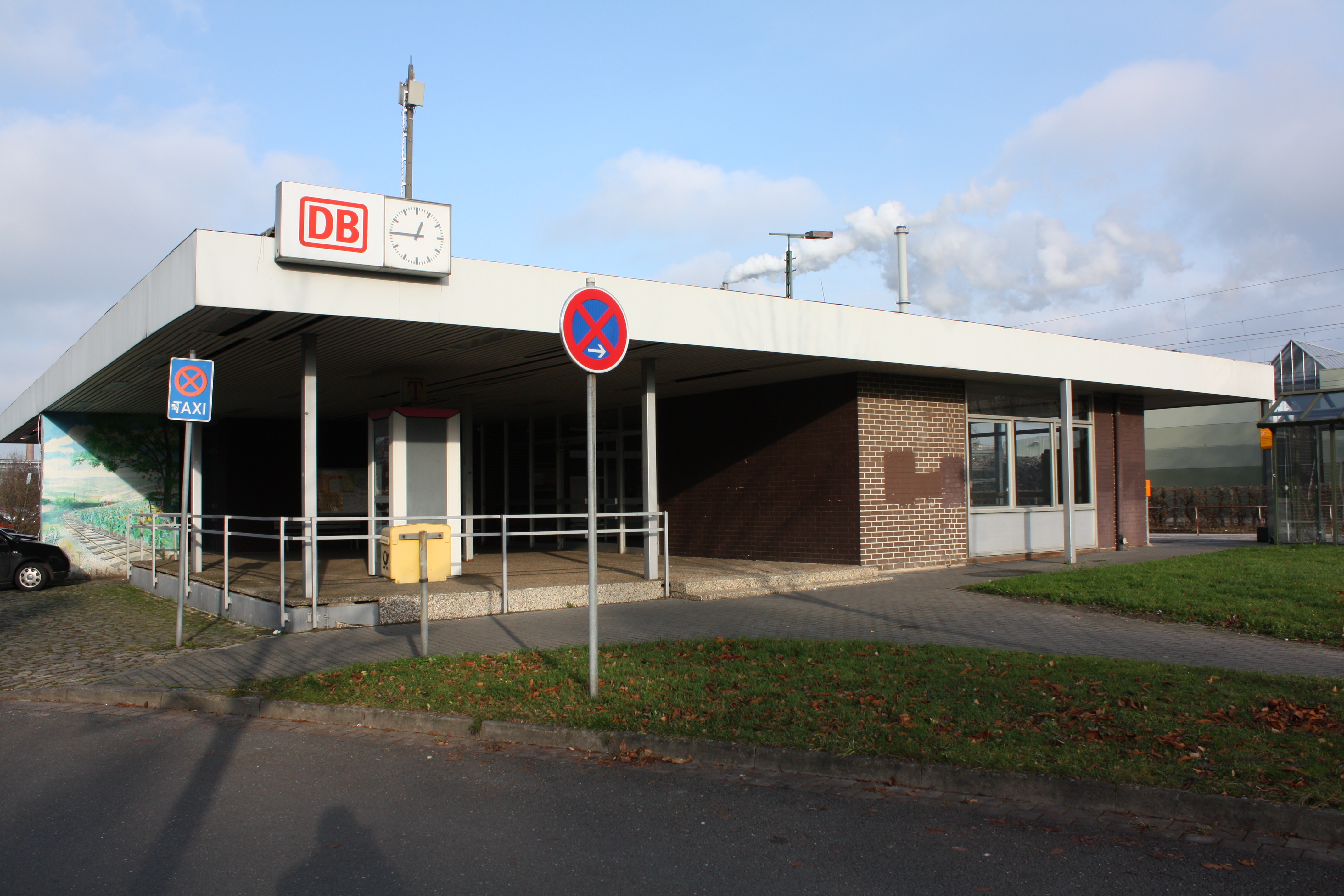
Bahnhof Horn-Bad Meinberg

Der Bahnhof Horn-Bad Meinberg liegt an der Bahnstrecke Herford–Altenbeken. Er wird im Stundentakt von der RB 72 „Ostwestfalen-Bahn“ Herford–Detmold–Altenbeken–Paderborn sowie von ebenfalls stündlichen Leistungen der RE 82 „Der Leineweber“ (Altenbeken–)Detmold–Bielefeld bedient. Ein weiterer Haltepunkt der RB 72 befindet sich in Leopoldstal.
Durchgeführt wird der Schienenpersonennahverkehr von der Eurobahn, die zum Fahrplanwechsel 2017 die Westfalenbahn abgelöst hat, mit Elektro-Triebwagen des Typs Flirt und mit Talent-Diesel-Triebwagen (RB 82). Das Stadtgebiet Horn-Bad Meinberg gehört zum Westfalentarif.
Die beiden Stadtteile Horn und Bad Meinberg werden durch eine Stadtbuslinie miteinander verbunden, die auch Anschlüsse an den Zugverkehr bietet. Die umliegenden Orte (u. a. Schlangen, Bad Lippspringe, Blomberg) sind mit Regionalbussen erreichbar.
Ab 1912 war Horn über die Straßenbahn der Paderborner Elektrizitätswerke und Straßenbahn AG mit Paderborn verbunden. Das Streckennetz wurde in den 20er Jahren nach Detmold und über Bad Meinberg nach Blomberg verlängert. 1954 wurde der letzte Abschnitt der Straßenbahn auf dem heutigen Gebiet der Stadt Horn-Bad Meinberg stillgelegt.

#### Fahrradverkehr
Die Radfernwege Römer-Lippe-Route, Wellness-Radroute, BahnRadRoute Weser-Lippe und Senneradweg führen durch das Gemeindegebiet. Außerdem verläuft der Europaradwanderweg R1 auf seinem Weg von Calais (Frankreich) nach Tallinn (Estland) direkt an den Externsteinen vorbei.

### Ansässige Unternehmen
Größter Arbeitgeber (mit ca. 480 Beschäftigten) in Horn-Bad Meinberg ist der zum portugiesischen Sonae Indústria Konzern (siehe auch Glunz AG) gehörende Holzwerkstoffhersteller GHP GmbH. Dieses Unternehmen ist aus der 2001 in Insolvenz gegangenen Hornitex Gruppe hervorgegangenen, die 1926 von den Brüdern Friedrich und Otto Künnemeyer als Sperrholzwerk Gebr. Künnemeyer gegründet, 1958 in Hornitex Werke Gebr. Künnemeyer umbenannt wurde und sich bis 2001 zu einem der bedeutendsten europäischen Unternehmen der Holzwerkstoff- und Kunststoffplattenindustrie
(4 Standorte, ca. 3000 Mitarbeiter) entwickelte.

### Medien
Die einzige Lokalzeitung, die im Kreis Lippe erhältlich ist, ist die Lippische Landes-Zeitung (LZ) der Lippischen Zeitungsverlag Giesdorf GmbH & Co.KG. in Detmold. Die LZ erscheint montags bis samstags und gehört zur Zeitungsgruppe „Neue Westfälische“.
Ende 2003 wurde die zweite lokale Tageszeitung Lippische Rundschau eingestellt.
Im Stadtgebiet werden drei kostenlose Anzeigenblätter verteilt:
- Mittwochs und samstags erscheint Lippe aktuell der Oppermann Druck u. Verlag GmbH & Co. KG in Detmold
- Samstag erscheinen die Lippische Neueste Nachrichten der Lippischen Zeitungsverlag Giesdorf GmbH & Co.KG
- insgesamt 13-mal im Jahr (Stand 2009) erscheint der Stadtanzeiger Horn-Bad Meinberg der Kurier-Verlag GmbH & Co. KG in Horn

Der private lokale Radiosender Radio Lippe mit Sitz in Detmold sendet lokale Nachrichten aus dem Kreis Lippe. Vom öffentlich-rechtlichen Rundfunk ist das Studio Bielefeld vom Westdeutschen Rundfunk (WDR) mit einem Regionalbüro in Detmold für Horn-Bad Meinberg zuständig.

### Öffentliche Einrichtungen
Die Stadtwerke Horn-Bad Meinberg unterhalten eine Kläranlage, die über 246 Kilometer Kanäle die Abwässer der Stadt reinigt. Mit dem Wasserwerk werden fast alle Stadtteile über 175 Kilometer Wasserleitung mit Frischwasser versorgt. Die Stadtwerke fördern das Wasser aus 19 Tiefbrunnen und können bis zu 6560 m³ Trinkwasser bevorraten. Nur etwa 2 % des Wasserbedarfes müssen von den Stadtwerken Detmold und dem Wasserbeschaffungsverband Veldrom beschafft werden.
In der Stadt gibt es Freibäder in den Stadtteilen Bad Meinberg, Belle und Horn. Hinzu kommen die Schwimmhalle Horn und das Thermal-Mineral-Bad in Bad Meinberg.

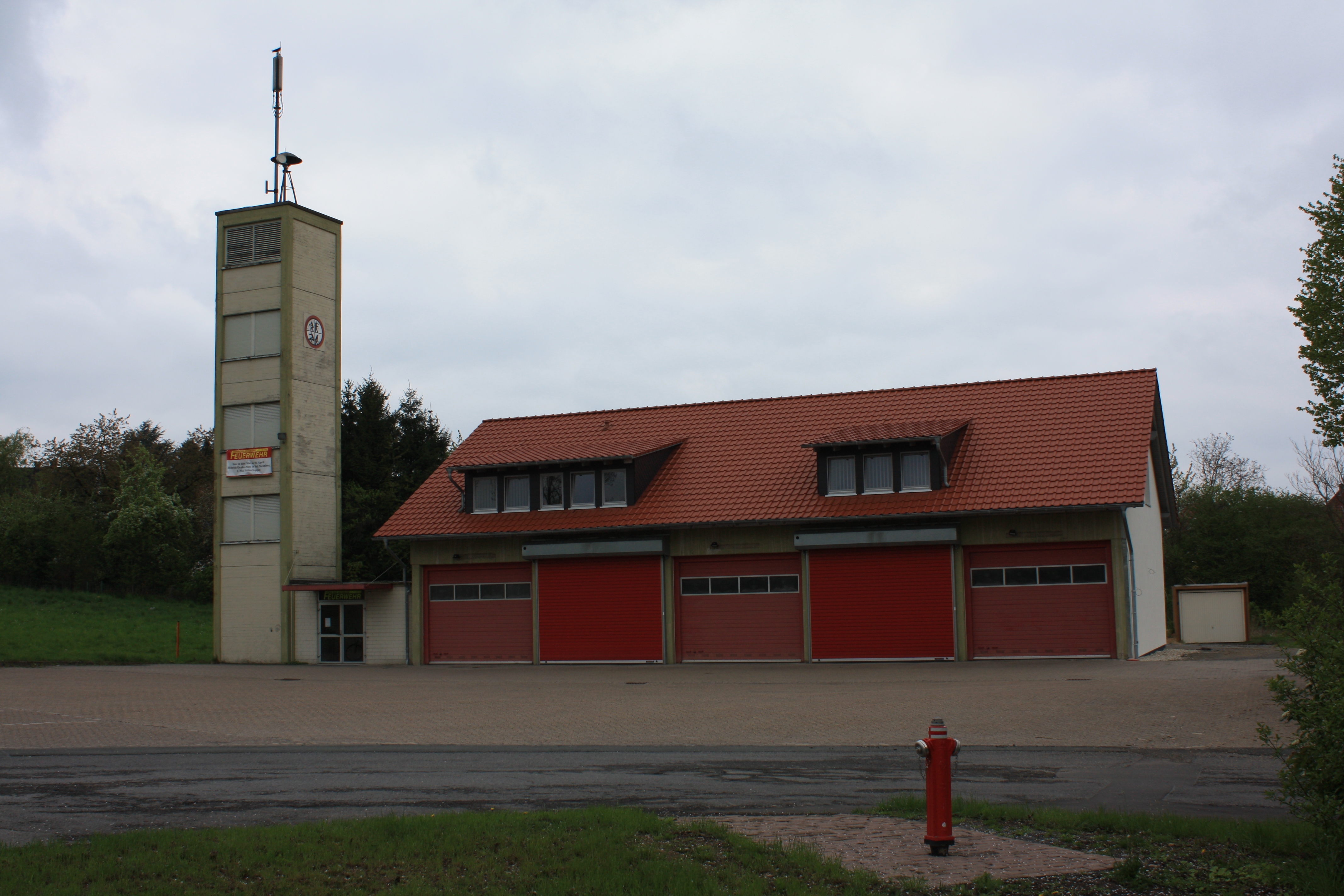
Freiwillige Feuerwehr zwischen Horn und Bad Meinberg

Die Freiwillige Feuerwehr Horn-Bad Meinberg gliedert sich in sechs Löschzüge, die über das Stadtgebiet verteilt sind. In Horn stehen zum Retten, Löschen und Bergen eine Drehleiter, ein Rüstwagen und mehrere Mannschafts- und Löschfahrzeuge zur Verfügung. In Bad Meinberg gibt es einen Schlauchwagen, ein Tanklöschfahrzeug ein Hilfeleistungslöschgruppenfahrzeug und ein Mannschaftstransportfahrzeug. Die übrigen Löschzüge haben meist ein Löschgruppenfahrzeug oder ein Tragkraftspritzenfahrzeug. Zur Rekrutierung neuer Feuerwehrkameraden und -kameradinnen wird eine Jugendfeuerwehr unterhalten.
Die Stadtbücherei Julie Hirschfeld – benannt nach einer jüdischen Bürgerin in Horn – hat einen Medienbestand von 18.000 Medien. Darunter sind 7000 Kinder- und Jugendbücher, 4500 Krimis und Romane, 6000 Sachbücher und diverse Zeitschriften. Im Bereich der neuen Medien bietet die Bücherei etwa 500 Audio-Kassetten, 100 CD-Roms mit Lernsoftware sowie Hörbücher.

### Bildung

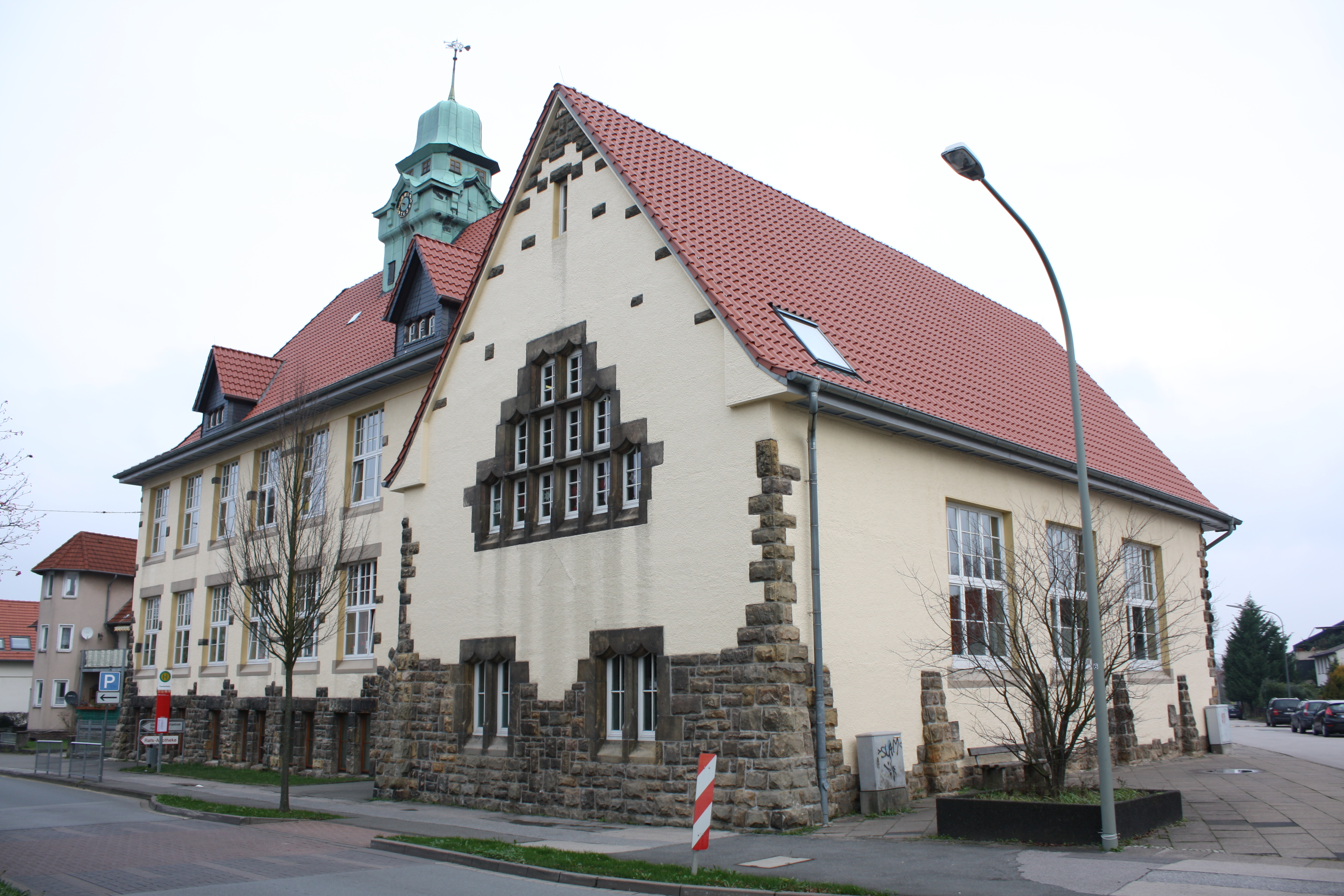
Turmschule in Horn

Es gibt zwei Grundschulen im Gemeindegebiet: Die größte ist die Grundschule Horn mit 331 Kindern, dann gibt es noch den Grundschulverbund der Grundschule am Silvaticum mit Standorten in Bad Meinberg und Belle mit insgesamt 220 Kindern. Die weiterführenden Schulen befinden sich im Schulzentrum in Horn: die Sekundarschule Horn-Bad Meinberg mit 520 Schülern und das Gymnasium Horn-Bad Meinberg mit 618 Schülern. In Horn gibt es außerdem als Schule für Kinder mit geistigen Behinderungen die Schule am Teutoburger Wald mit 155 Kindern. Während für die anderen Schulen die Stadt der Träger ist, ist die Schule am Teutoburger Wald eine Schule des Kreises Lippe.
Im Jahr 2019 wurden an den Schulen der Stadt mit 185 Lehrkräften insgesamt 1845 Schüler unterrichtet, davon 29,8 % an den Grundschulen, 33,6 % am Gymnasium, sowie 36,6 % an Sekundar- und Förderschule.

## Persönlichkeiten

### Ehrenbürger
- Gotthilf August Benjamin Schierenberg (* 18. März 1808 in Horn; † 21. Oktober 1894 in Luzern), Kaufmann, Heimatforscher und Amateurarchäologe, Ehrenbürger der Stadt Horn[38], Bruder von Heinrich Schierenberg
- August Schierenberg (* 13. Mai 1849 in Horn; † 4. Februar 1920 in Freudenstadt (?)), Kaufmann, stiftete der Stadt Horn eine „Volksbücherei mit Lesehalle“ (Stadtbücherei)[39]
- Friedrich Künnemeyer (* 25. April 1883 in Ledde bei Tecklenburg; † 6. Februar 1964 in Horn), Fabrikant, Stadtrat (CDU) und Wohltäter der Stadt Horn[40]

### Söhne und Töchter der Stadt
- Bernhard Ludolph Kanne (1588–1660), geb. in Horn, kursächsischer Kammerjunker und Rittergutsbesitzer
- Franz Caspar Barkhausen (um 1636–1715), geb. in Horn, Jurist, Archivar und Bibliothekar
- Heinrich Günther von Thülemeyer (um 1654–1714), geb. in Horn, Jurist, Historiker und Universalgelehrter
- Johann Conrad Barchusen (1666–1723), geb. in Horn, Professor für Chemie an der Universität Utrecht
- Johann Friedrich Bunte (1769–1843), geb. in Horn, Komponist
- Georg Moritz von Blomberg (1770–1818), geb. in Horn, Jurist, Landrat und Dichter
- Heinrich Schierenberg (1800–1851), geb. in Horn, Mitglied der Frankfurter Nationalversammlung
- Gotthilf August Benjamin Schierenberg (1808–1894), geb. Horn, Kaufmann, Bürgermeister von Horn, lippischer Landtagsabgeordneter
- Leopold Gast (1810–1898), geb. in Belle, Lithograf und Unternehmer
- Bernhard Meyer (1812–1886), geb. in Meinberg, Jurist, Beamter, Politiker und Schriftsteller
- Franz Hausmann (1818–1877), geb. in Horn, Jurist und liberaler Politiker, Vizepräsident des Landtages des Landes Lippe 1847–1851, ab 1867 Reichstagsabgeordneter
- August Gast (1819–1891), geb. in Belle, Lithograf und Unternehmer
- Alexander Zeiß (1861–1938), geb. in Horn, Landtagsabgeordneter
- Fritz Husemann (1873–1935), geb. in Leopoldstal, Gewerkschafter, Vorsitzender vom Verband der Bergbauindustriearbeiter Deutschlands von 1919 bis 1933, Mitglied des Preußischen Landtags 1919–1924 und Mitglied des Reichstages 1924–1933
- Agnes von Sobbe (1879–?), geb. in Horn, erste Abiturientin in Lippe
- August Tölle (1880–1967), geb. in Meinberg, Politiker (SPD)
- Wilhelm Giese (1883–1945), geb. in Horn, Maler, Zeichner und Radierer
- Hermann Weber (1888–1937), geb. in Horn, Parteifunktionär (SPD, KPD) und Politiker
- Hanna Rautenbach (1889–1981), geb. in Horn, Politikerin (KPD, DKP)
- Christian Klasmeier (1894–1974), geb. in Meinberg, Leiter mehrerer Gewerbeaufsichtsämter
- August Winkel (1902–1968), geb. in Horn, Chemiker
- Karl Friedrich Titho (1911–2001), geb. in Feldrom, SS-Untersturmführer und Kriegsverbrecher
- Gerhard Nacke-Erich (1912–1984), geb. in Bad Meinberg, Basketballspieler und -funktionär
- Irmgard Arnold (1919–2014), geb. in Horn, Opernsängerin
- Fred Sondermann (1923–1978), geb. in Horn, Politikwissenschaftler
- Herbert Westphal (* 1943), Restaurator und Waffenkundler
- Eckhard Meinberg (1944–2023), geb. in Holzhausen, Sportpädagoge
- Daniel Brinkmann (* 1986), ehemaliger Fußballprofi in der 1. Bundesliga

### Weitere Personen, die mit der Stadt in Verbindung stehen
- Johann Adolf Tille (1806–1888), Kupferschmied, Wandergeselle und Gründer einer Kupferschmiede, aus der die Firma Carl Tille GmbH hervorging.[41][42]